# Móda

Hraběnka na fotografii Pierre Louise Piersona (cca 1863/66)

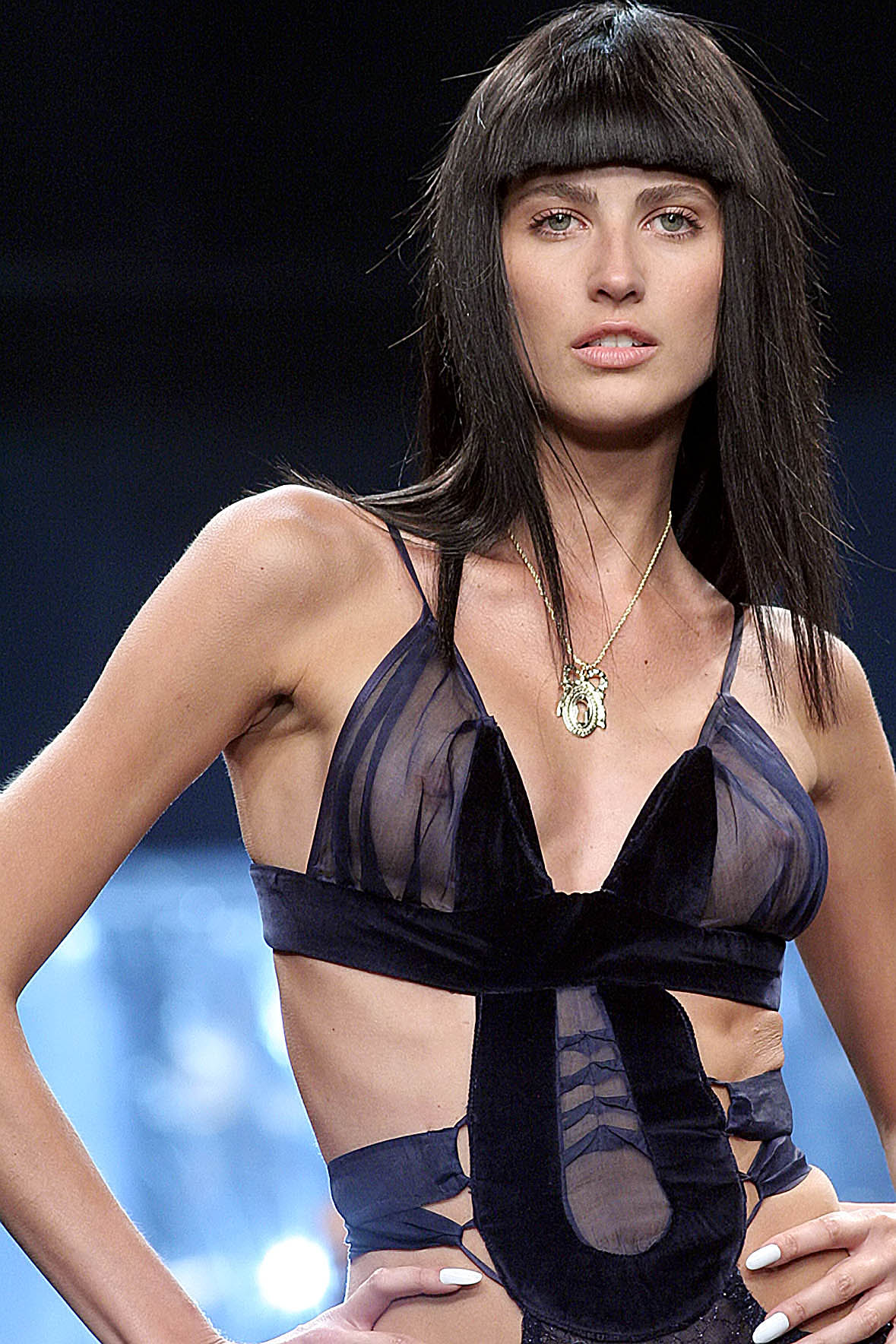
Michelle Alves během Fashion Rio Verão, 2007

Móda (z francouzského mode, které vzniklo z latinského modus – míra, vzhled, způsob, pravidlo, předpis) je aktuálně (s trvalostí dnů až roků) upřednostňovaný způsob, jak se některé věci dělají nebo používají. Tento způsob použití nebo řešení není trvalý, ale v čase se mění. Změna módy tak znamená změnu způsobu užití nebo řešení. Móda a její následování je spojeno s příslušností k sociální skupině. Pokud se jedinec nepřizpůsobí běžné módě, je společností nebo skupinou penalizován, tento tlak je někdy nazýván „diktát módy“. Velmi často je výraz móda používán ve spojení s oblékáním, kde popisuje v daném období upřednostňovaný vzhled oděvů, úpravu vlasů a úpravu zevnějšku obecně. Móda, vzhled oděvu, měnící se kultura, je přes zdánlivou povrchnost, jedním z nejcharakterističtějších rysů vystihujících obraz člověka a společnosti.
Šíření módy k spotřebitelům je spojeno s masmédii a prezentací pomocí populárních osobností. V březnu 2007 zpěvačka Madonna zvýšila prodej zboží H&M o 29% a Sharon Stone v březnu 2006 zvýšila tržby výrobků Dior o 30 %. Obecně je rozšířen názor, že v pro životnost módní značky je hlavním kritériem hospodářský úspěch a k tomu vede propagace výrobku v masmédiích. Mezi uniformní módní styly jsou řazeny džínsové oděvy. Na počátku 21. století společností proniká názor, že módní značka (firemní logo, název, symbol výrobce) je důležitější než vzhled nebo funkce výrobku.

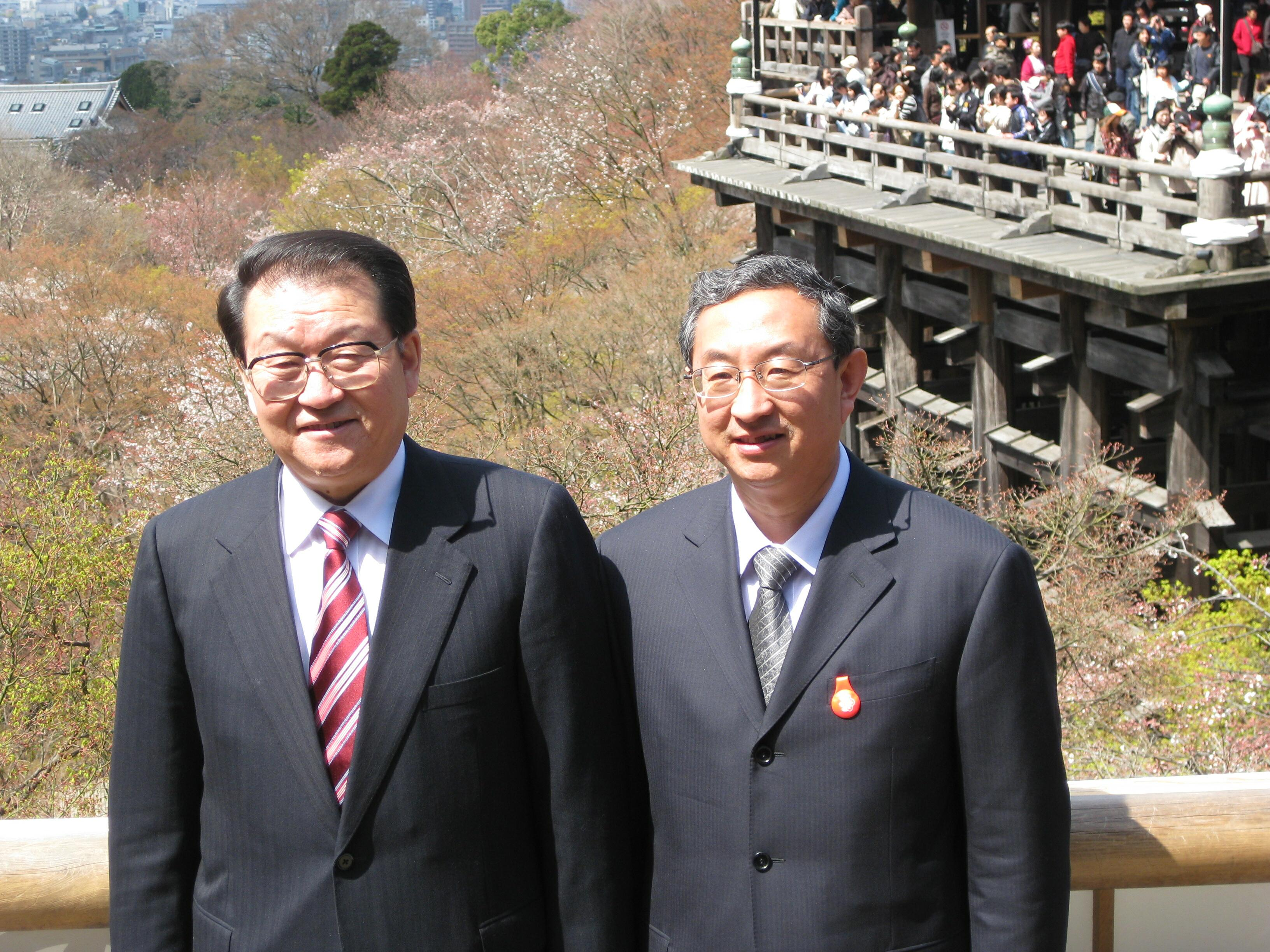
Standardní mužská móda, oděv a účes, 21. století v Asii
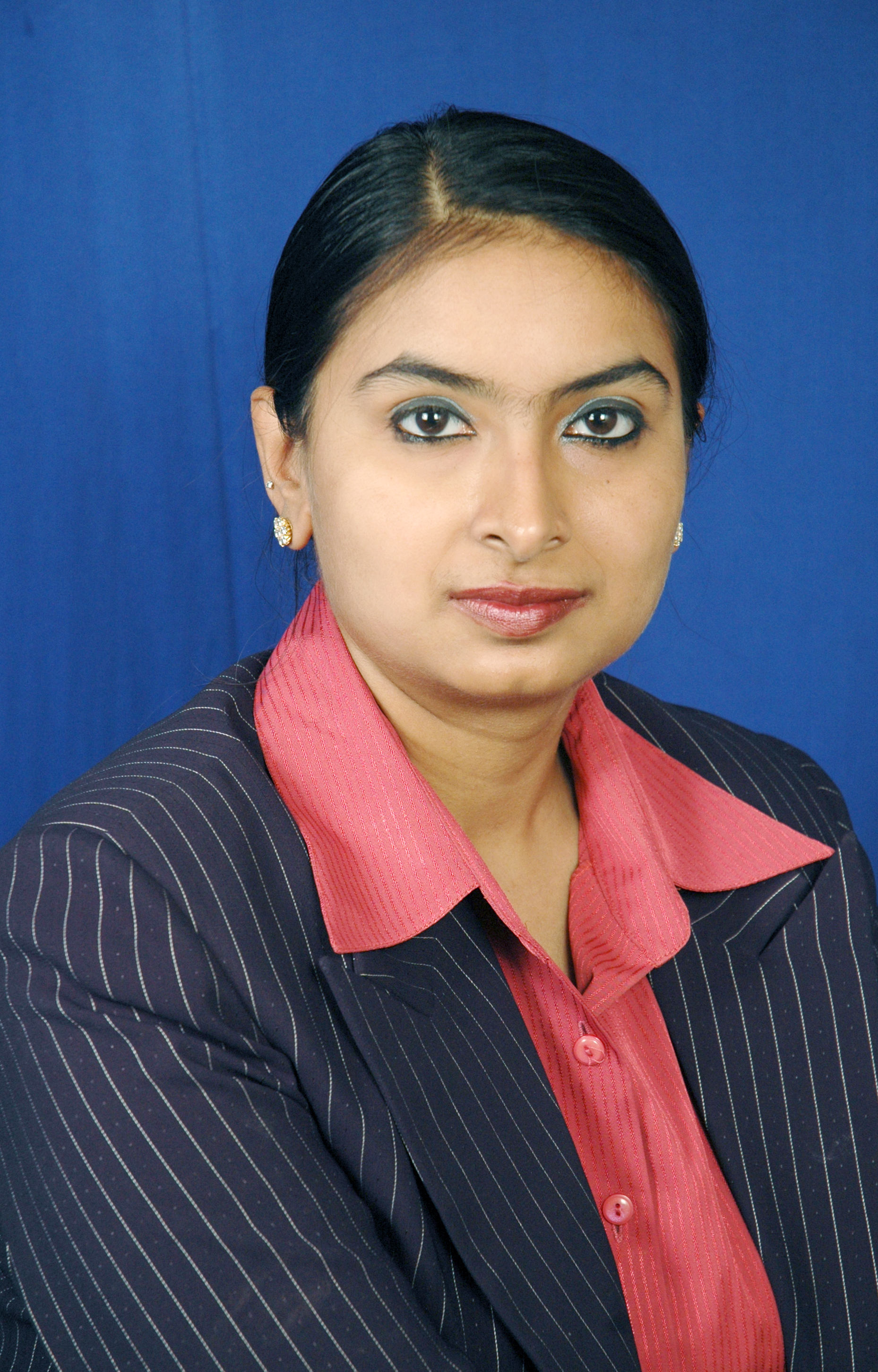
Standardní ženská móda, oděv a účes, 21. století v Asii
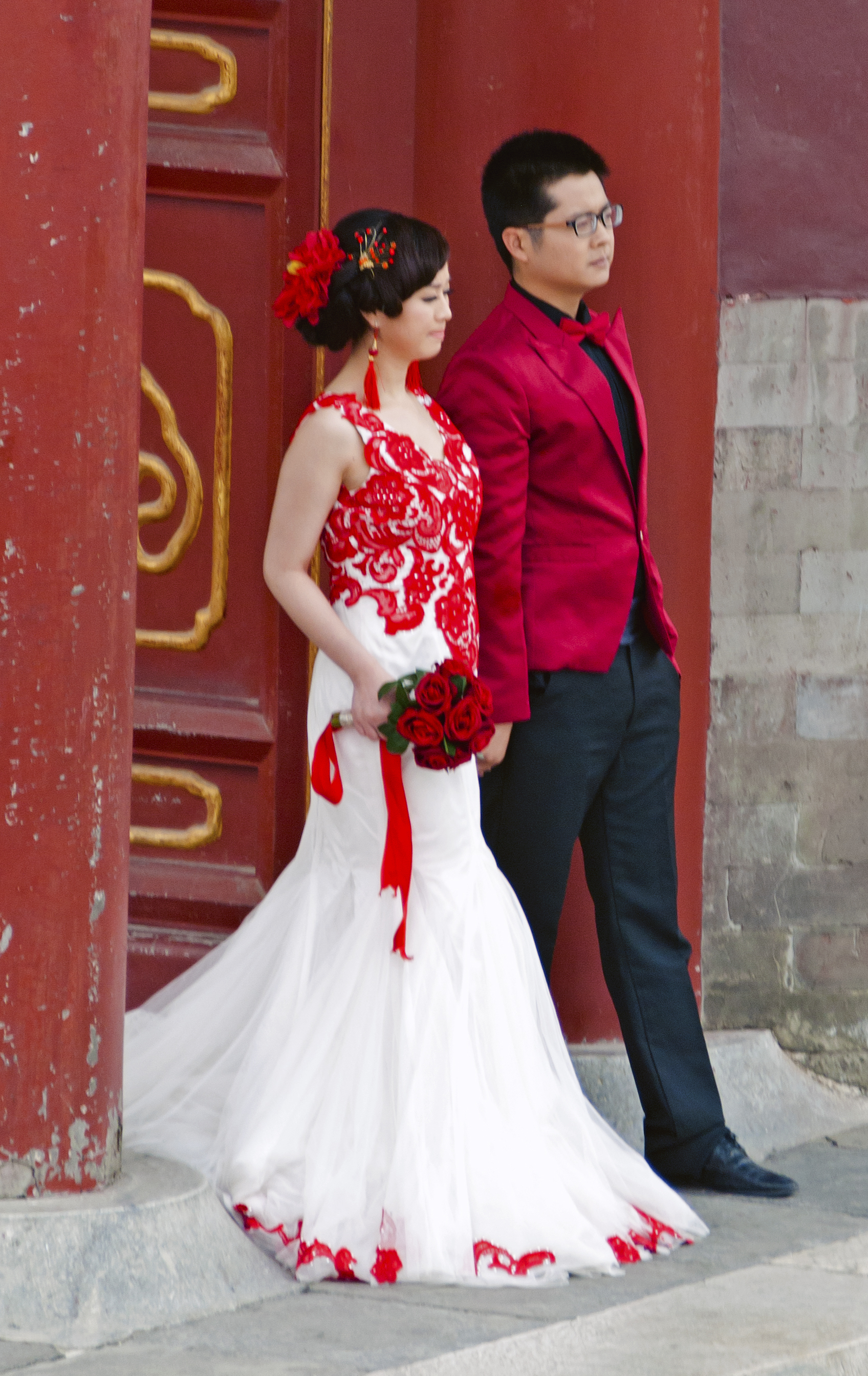
Svatební oděv, 21. století v Asii
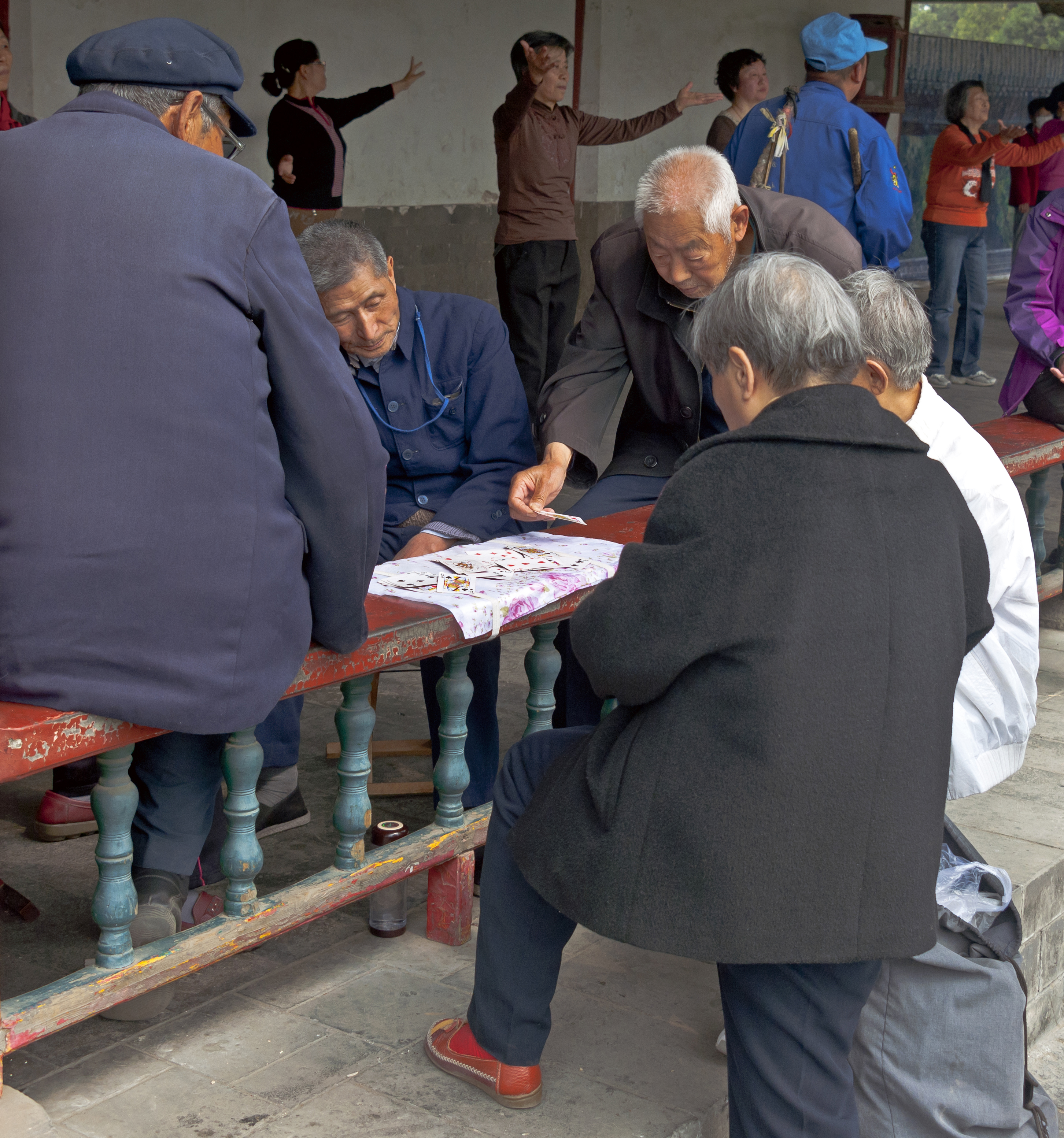
Standardní oděvy starších osob, 21. století v Asii

Georg Simmel nahlížel na módu jako na sociologický projev, v němž dochází k střetávání se opačných tendencí u individua. Snahy splynout se skupinou, začlenit se a být nositelem stejných znaků jako skupina a opačné snahy odlišovat se od ostatních, vyčlenit se některými znaky jako jedinečná osobnost. Splynutí a odlišení jsou vnímány jako základní protikladné prvky módy, bez jednoho z obou logických protikladů není móda možná.
Roland Barthes, Umberto Eco ale i další hovoří o módě jako o systému znaků, symbolů, kterými neverbálně nositel komunikuje s okolím. Pokouší se dešifrovat módu pomocí sociologických úvah a sémiotiky. R. Bartes píše o módě jako systému módy, oděv jako takový chápe jako informaci v němž jsou úpravy určujícími znaky které adresát, směrem k pozorovateli, interpretuje ve sdělení.

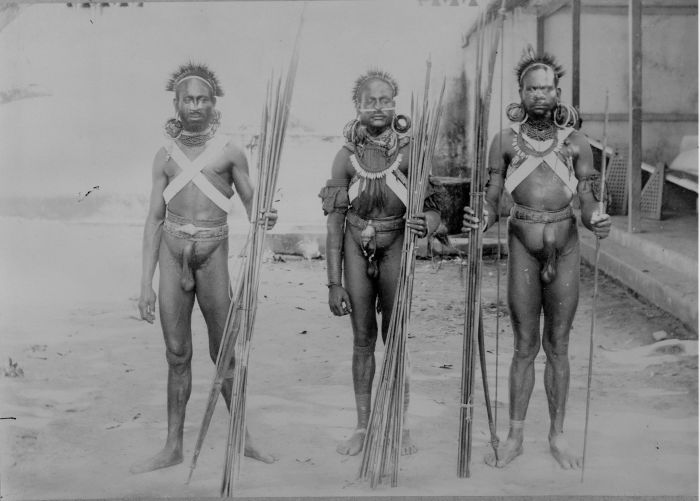
I v izolovaných lokalitách, kde není z klimatických důvodů používán oděv, byly používány rozlišující, měnící se, znaky typické pro určité skupiny osob

## Etymologie
Luxusní módní oděvy jsou označovány termínem Haute couture, konfekční módní oděvy jsou někdy označovány jako prêt-à-porter.
Móda je vždy nakažlivá novinka, svou povahou může být popsána jako dočasná „epidemie“. Právě měnící se doba často určuje co je „in“, co je frivolní, co je snobské a co je „out“. Neustále vznikají nové módní vlny a vznik každé další módní vlny znamená konec té předcházející. Výraz „módní vlna“ může být v různé souvislosti mít různě zabarvený význam, tedy může být jak hanlivý a zesměšňující tak pouze jako popisné označení jevu. Jako módní vlny lze vnímat například prodlužující a zkracující se délku sukní, nebo oblibu psích plemen.
Jedinou jistotou v módě je, že současná módní vlna není poslední. To, co je nové, se nazývá módní; to, co je překonané, se někdy nazývá staromódní, out nebo demodé (také démodé). Některé módní vzory zůstávají stálé, nebo se po čase zcela nebo podstatně nezměněny opět objevují jako žádané a žádoucí, 'chic'. V takovém případě se takový způsob neoznačuje jako módní, ale klasický (např. antický umělecký sloh). Upravené nebo napodobené dříve módní vzory jsou nazývány revival (výraz je používán ve smyslu oživení nedávné minulosti, obvykle jde o napodobení stylu, nebo návrat hudební skupiny) retro (často počátek 20. století, odpovídá původním vzorům). Originální módní prvky, způsoby úpravy, které jsou znovu módní třeba i jako součást dalšího stylu, jsou nazývány vintage.
V přeneseném významu slova pak toto slovo někdy může být používáno jako synonymum pro slovo zvyk, obliba, zvyklost, obyčej apod., a to prakticky ve všech oblastech lidského konání.[zdroj⁠?!]

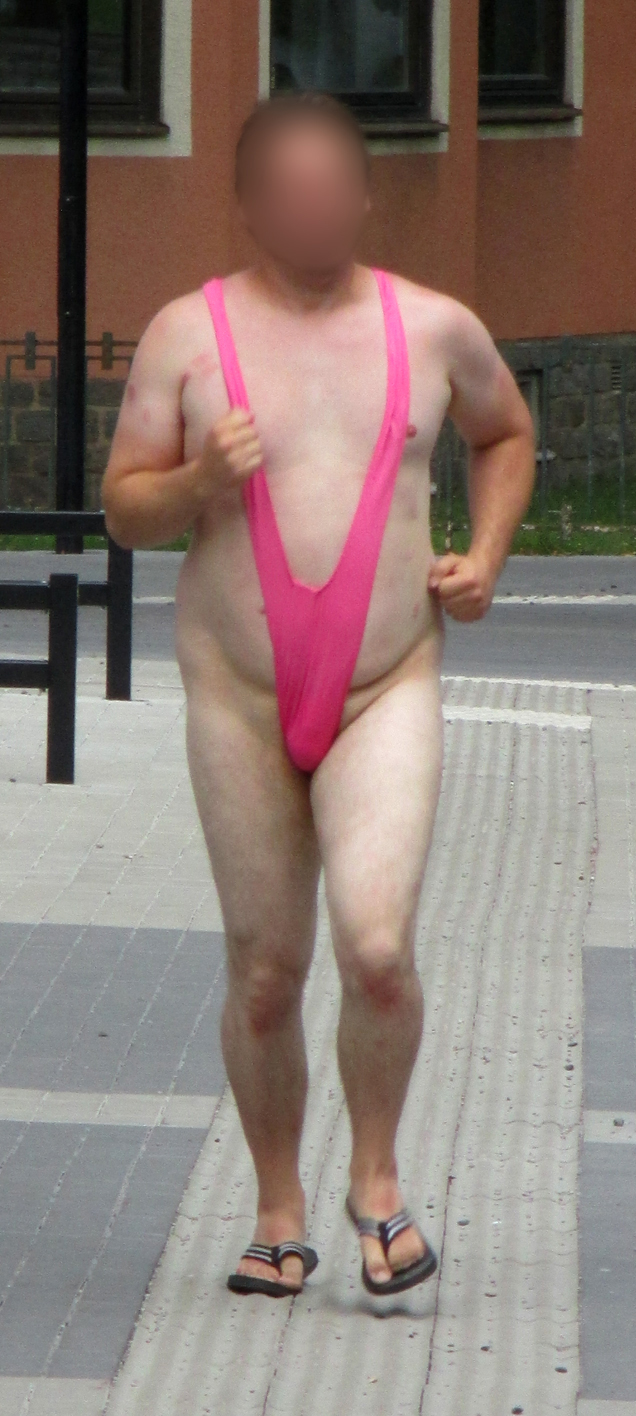
Mankini, nestandardní oděv
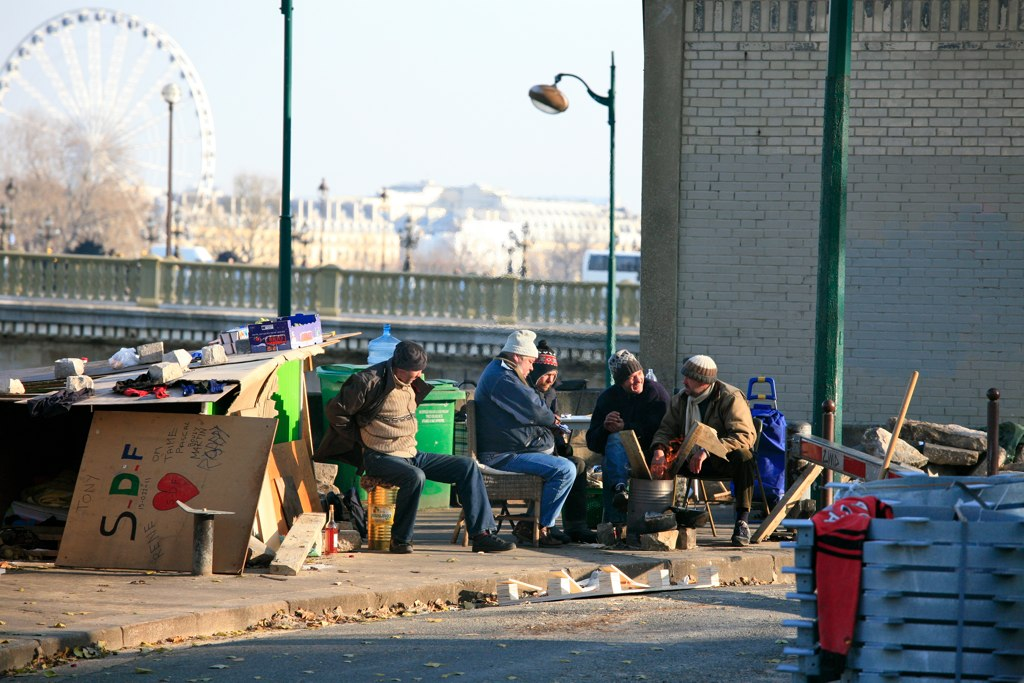
Bezdomovci v praktických oděvech
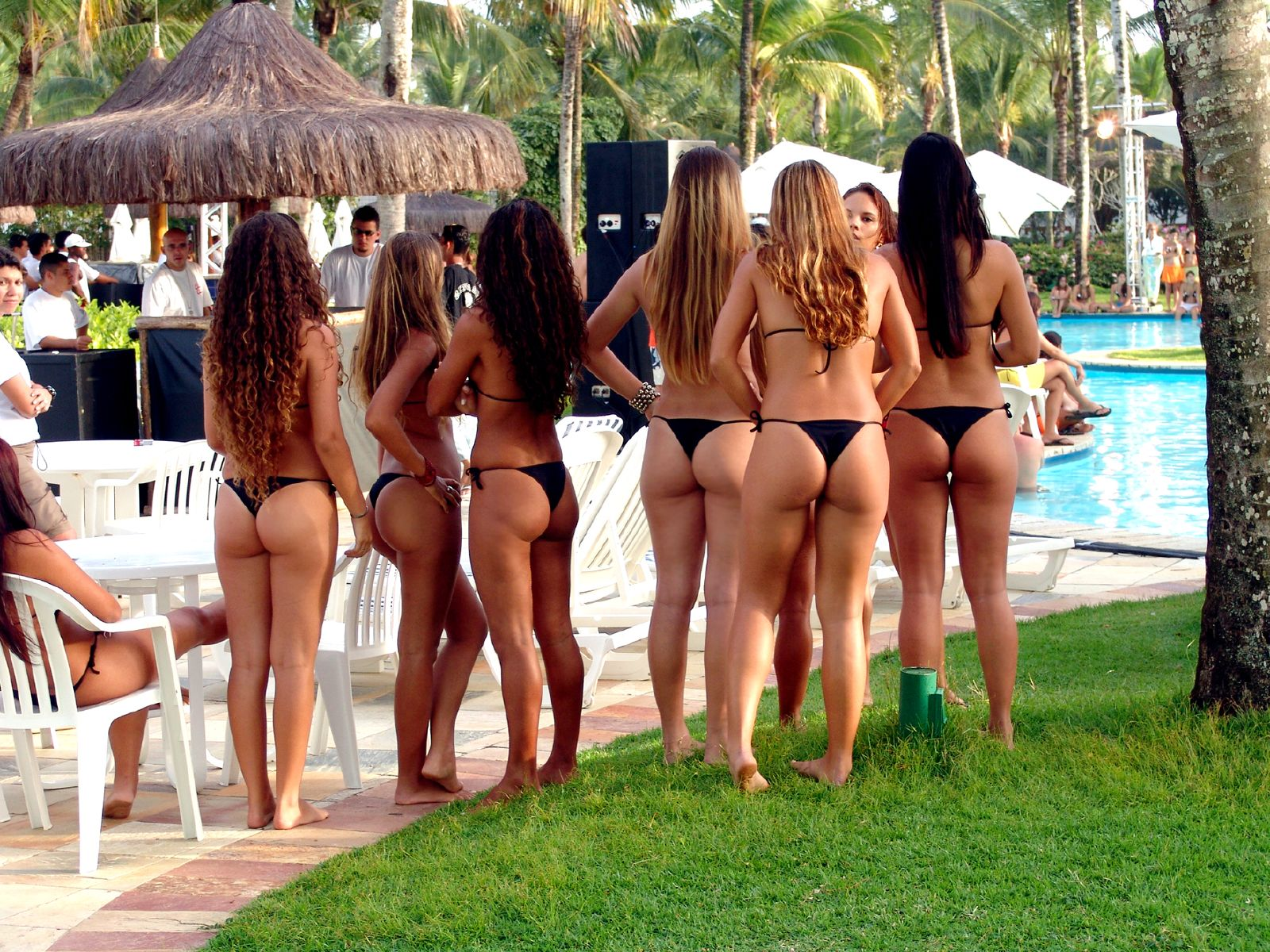
Různé osoby ve stejném standardním plaveckém oděvu
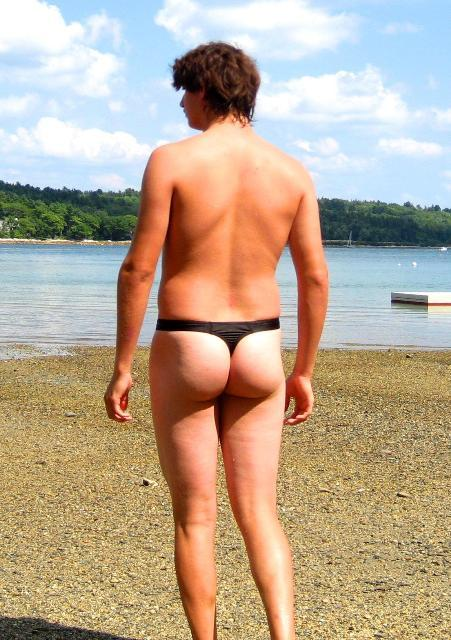
Mužská tanga, osoba v plaveckém oděvu, který připomíná dámský
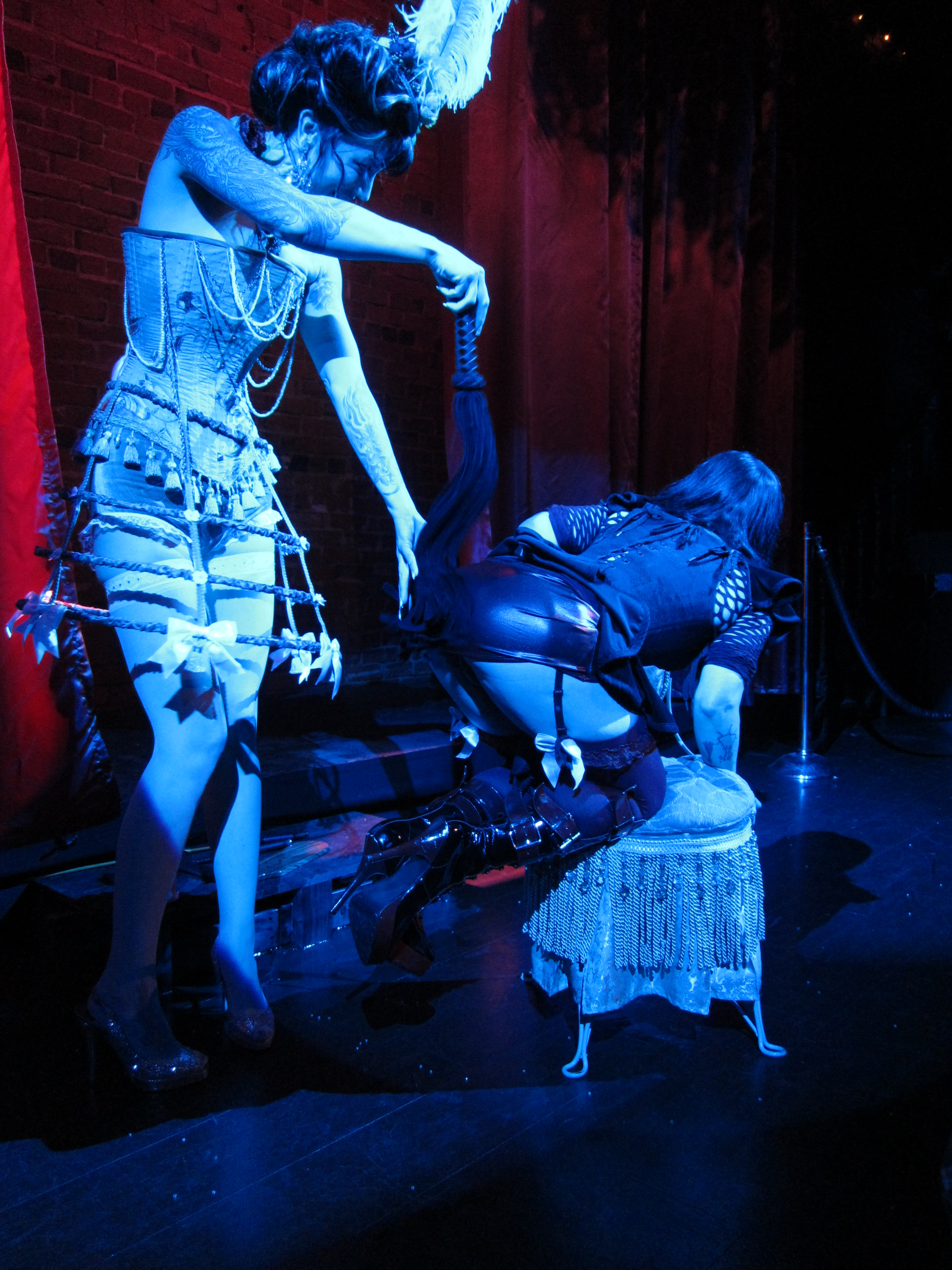
Bizarní oděvy plné symbolů pomáhají vyvolávat atmosféru při sexuálních aktivitách
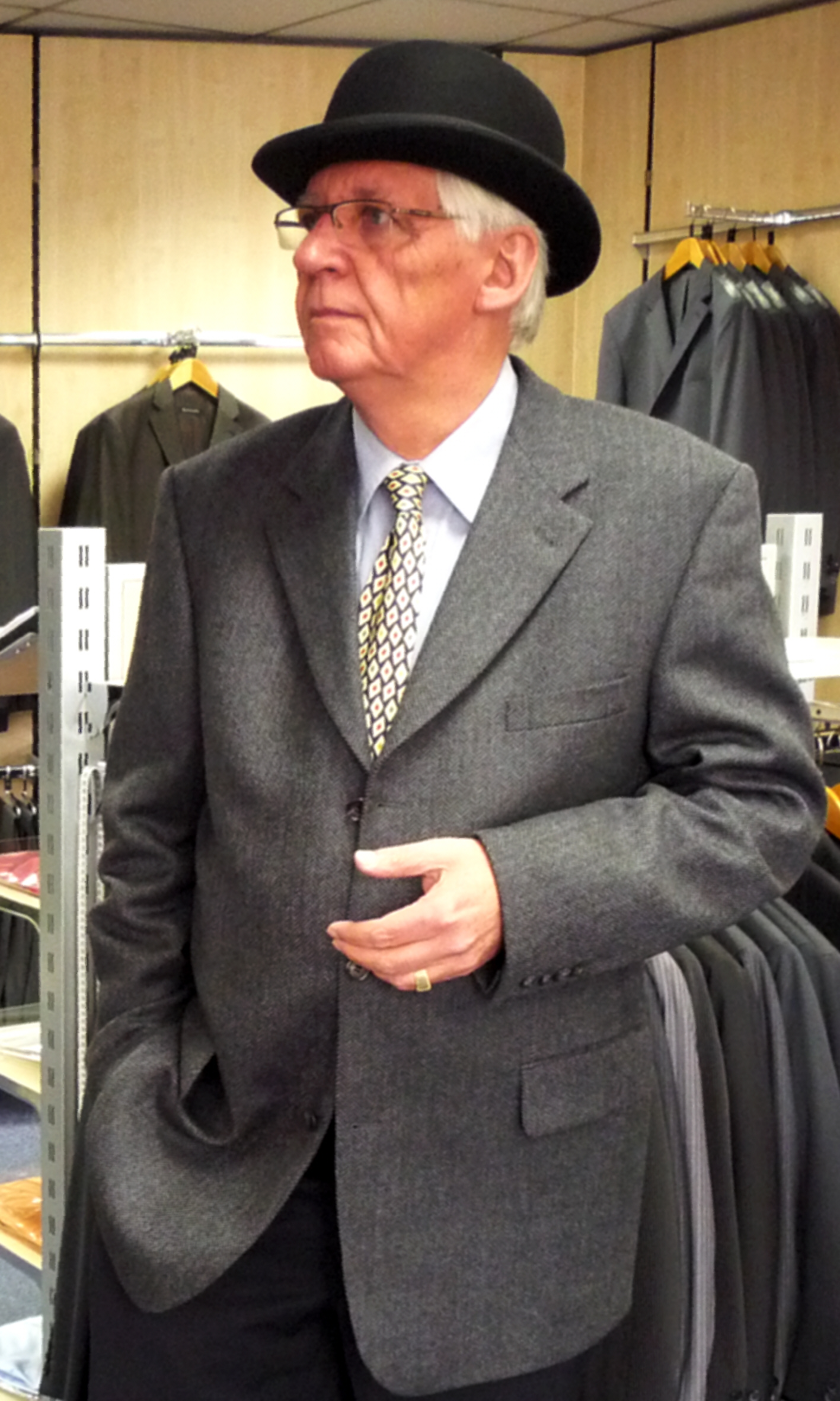
Muž v saku a s kloboukem

## Filosofie a sociologie
Podstata módy spočívá v šíření, v té skutečnosti, že pouze část osob objekt módy používá, nebo módní konání uskutečňuje a zbytek k takovému jednání teprve směřuje. Jakmile je móda rozšířena, přestává být módou, daný způsob projevu zaniká a vzniká nový. Simmel připodobňuje šíření módy k šíření socialismu, který v případě že se zcela rozšíří, vyjeví se lichost a prázdnota. Módu Simmel (Philosophische Kultur, Gesammeite Essays 1911) také srovnává s mravným chováním a je toho názoru, že při rozšíření zcela mravného chování je zjevná šeď a nedostatek podnětů, dojmů, proměnlivosti.
Přizpůsobením se „podle módy“, demonstruje jedinec akceptování určitých pravidel chování ve skupině. Na základě klasických sociologických prací je předpokládáno, že v přísně hierarchicky založených společnostech s nízkou sociální mobilitou (kastovní systémy) mezi jednotlivými vrstvami, se móda, tedy reprezentace postavení osoby vzhledem, podléhá přísným, přesně stanoveným rituálům. Dobrovolným přijímáním „diktátu módy“ osoba dává také najevo své společensky podřízené či nadřízené postavení, jde o dobrovolné nošení viditelného znamení příslušnosti ke skupině. Georg Simmel nahlíží na módu jako na sociologický projev, v němž dochází k střetávání se opačných tendencí u individua. Snahy splynout se skupinou a opačné snahy odlišovat se od ostatních. Z členství ve skupině vyplývají pro člena stejného skupiny práva a naproti tomu práva jedince jiné skupiny vnímá jako bezpráví. Módu Simmel, filosof a sociolog, považuje za produkt třídního rozdělení a projev který se týká především sociálního okruhu, sociální skupiny, spojení se stejně postavenými. Móda je uzavřením a vymezením skupiny vůči osobám z vyšší nebo nižší sociální skupiny.
…móda je nejvlastnějším terénem pro takové jedince, kteří jsou vnitřně nesamostatní a potřebují nějakou oporu, jejichž ješitnost však zároveň vyžaduje, aby určitým způsobem vynikli, vzbudili pozornost a něčím se ozvláštnili. Je to nakonec tatáž konstelace, při níž mívají největší úspěch ony všemi omílané banality,…
Mínění jiných sociologů vystihují jejich názory, že móda nebo oděv, zdobením a úpravou, především ukazuje „…jak si na tom stojíme po finanční stránce.“ „Šaty jsou svědectvím o naší schopnosti utrácet.“ „Elegantní šaty jsou znakem zahálky.“

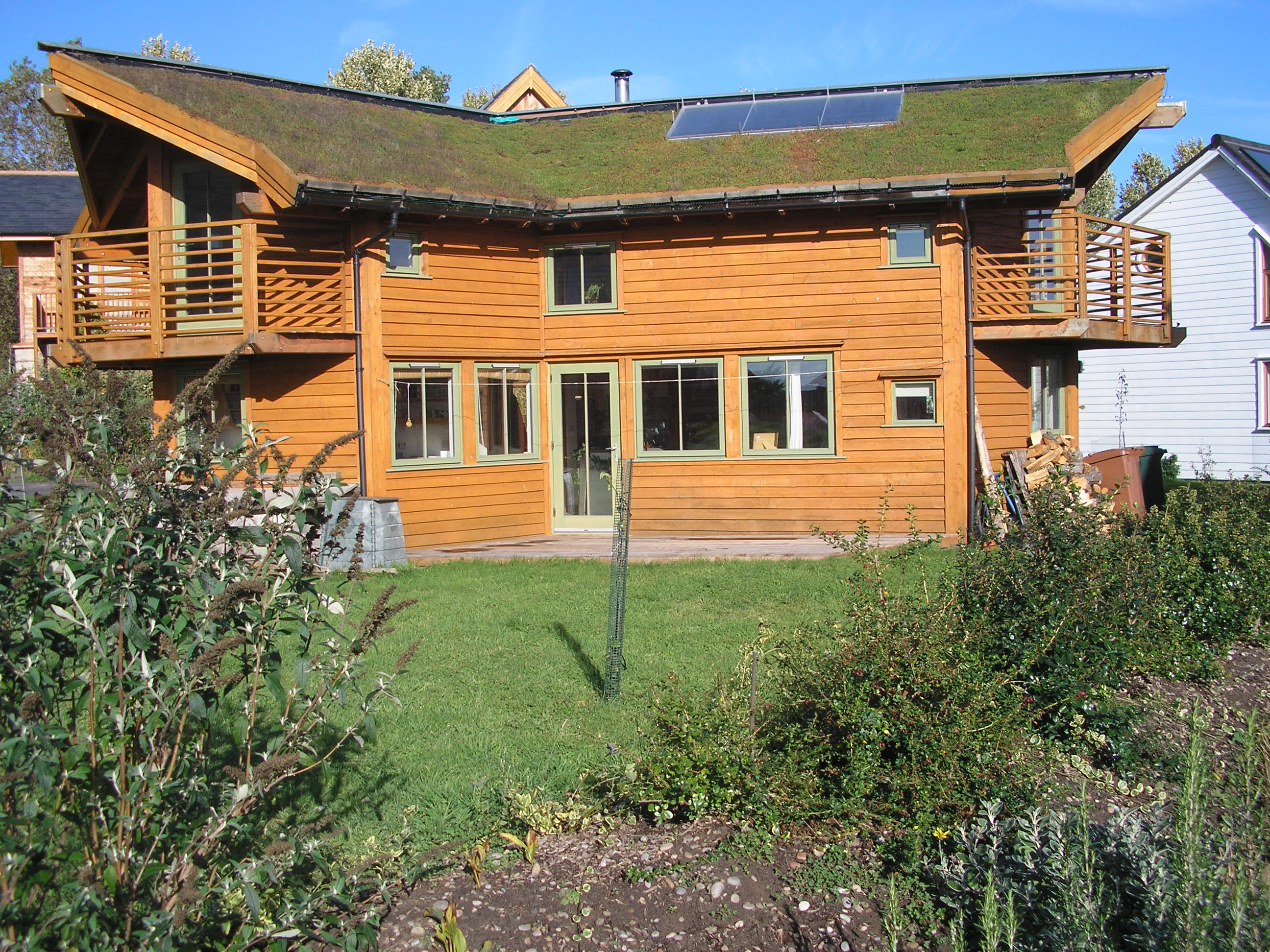
Ekodům
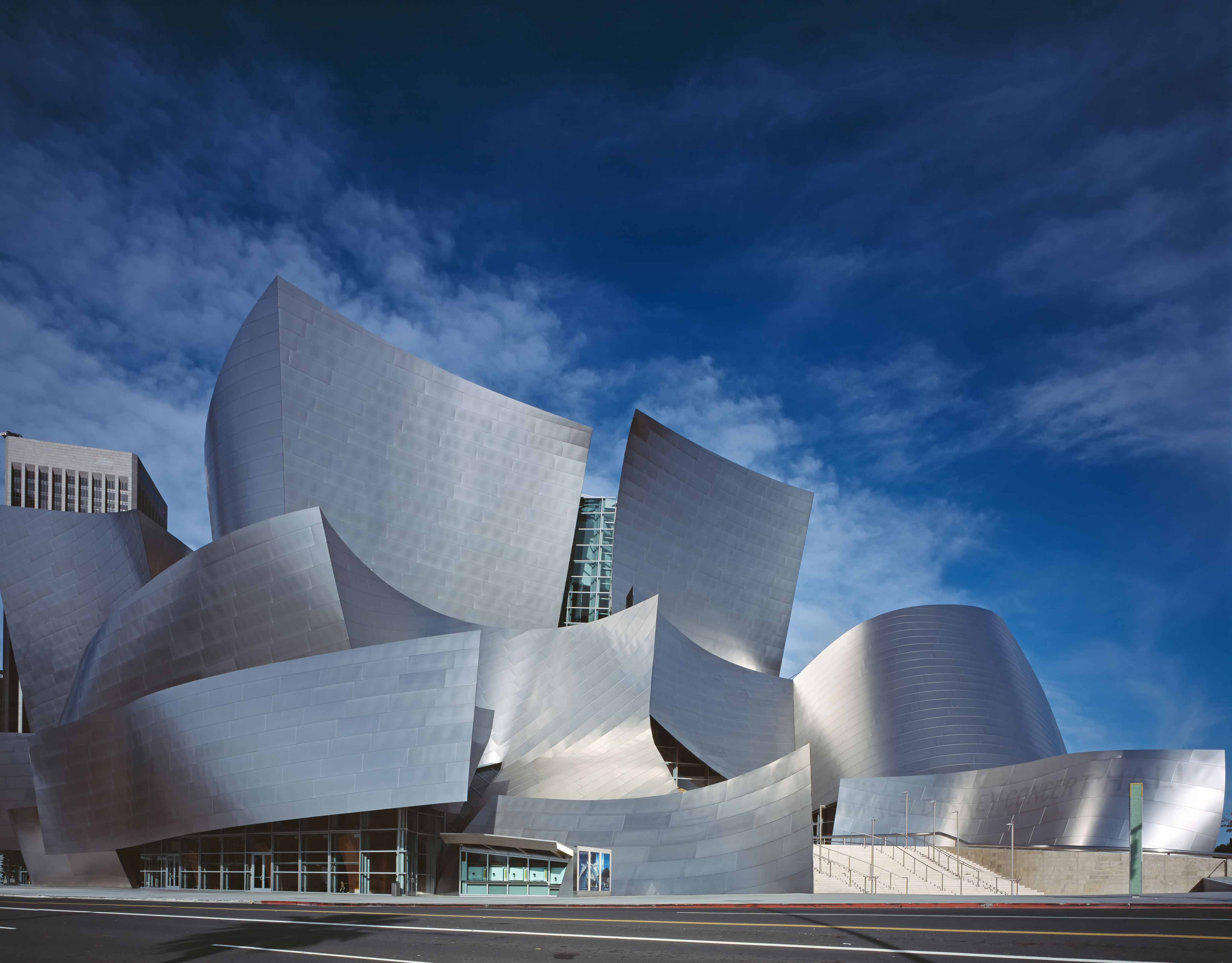
Walt Disney Concert Hall v Los Angeles
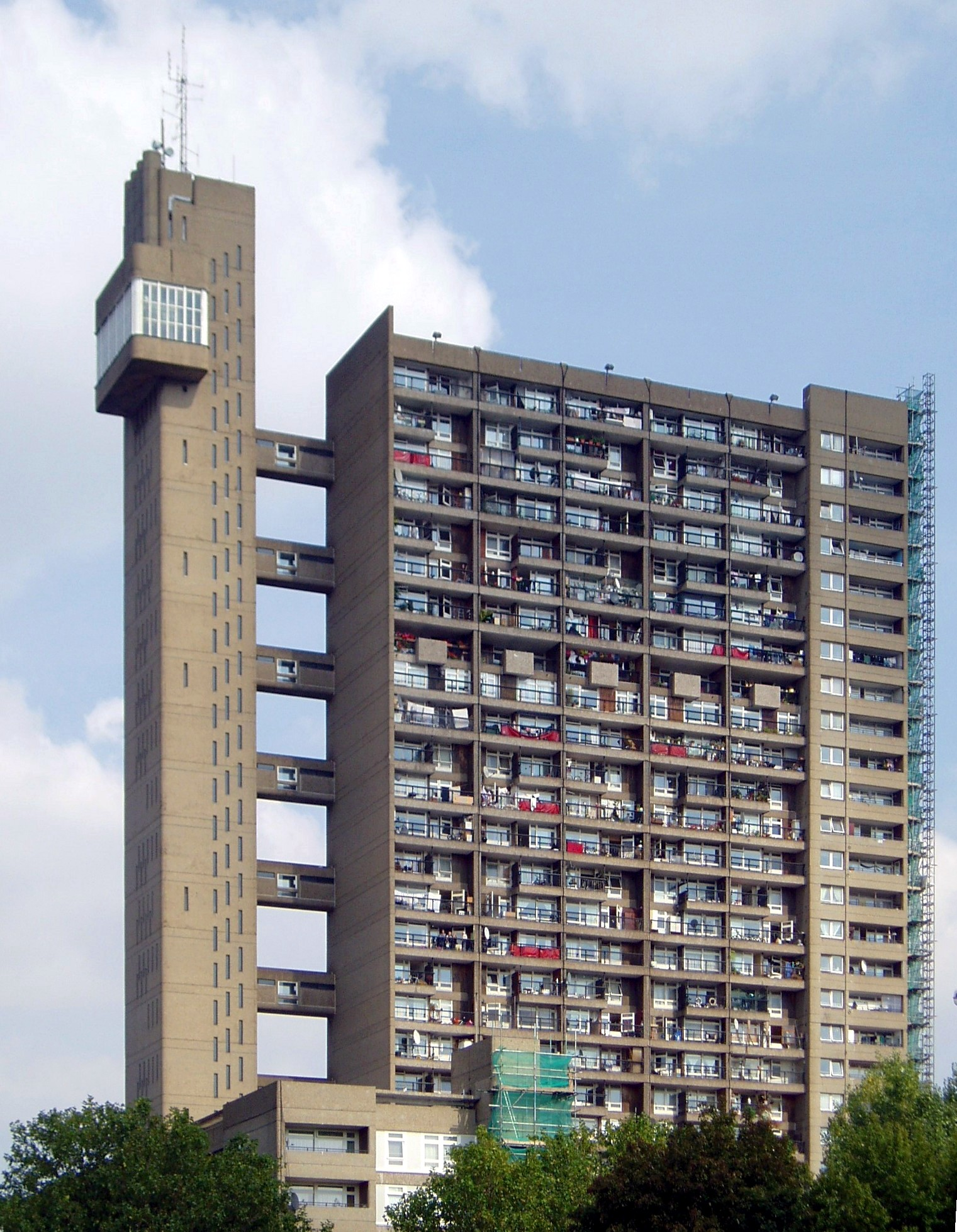
Brutalismus, Trellick Tower, Londýn
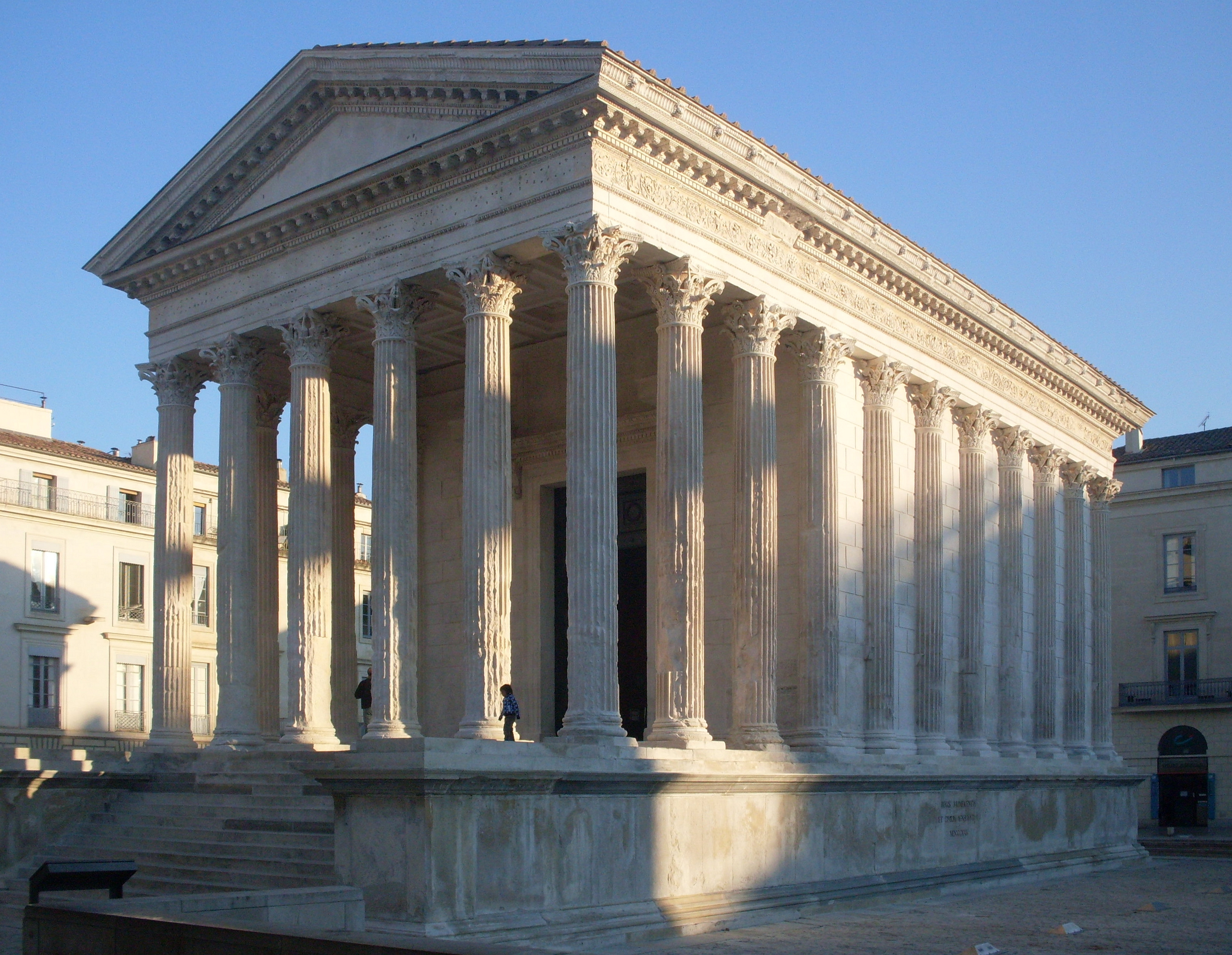
Římský chrám
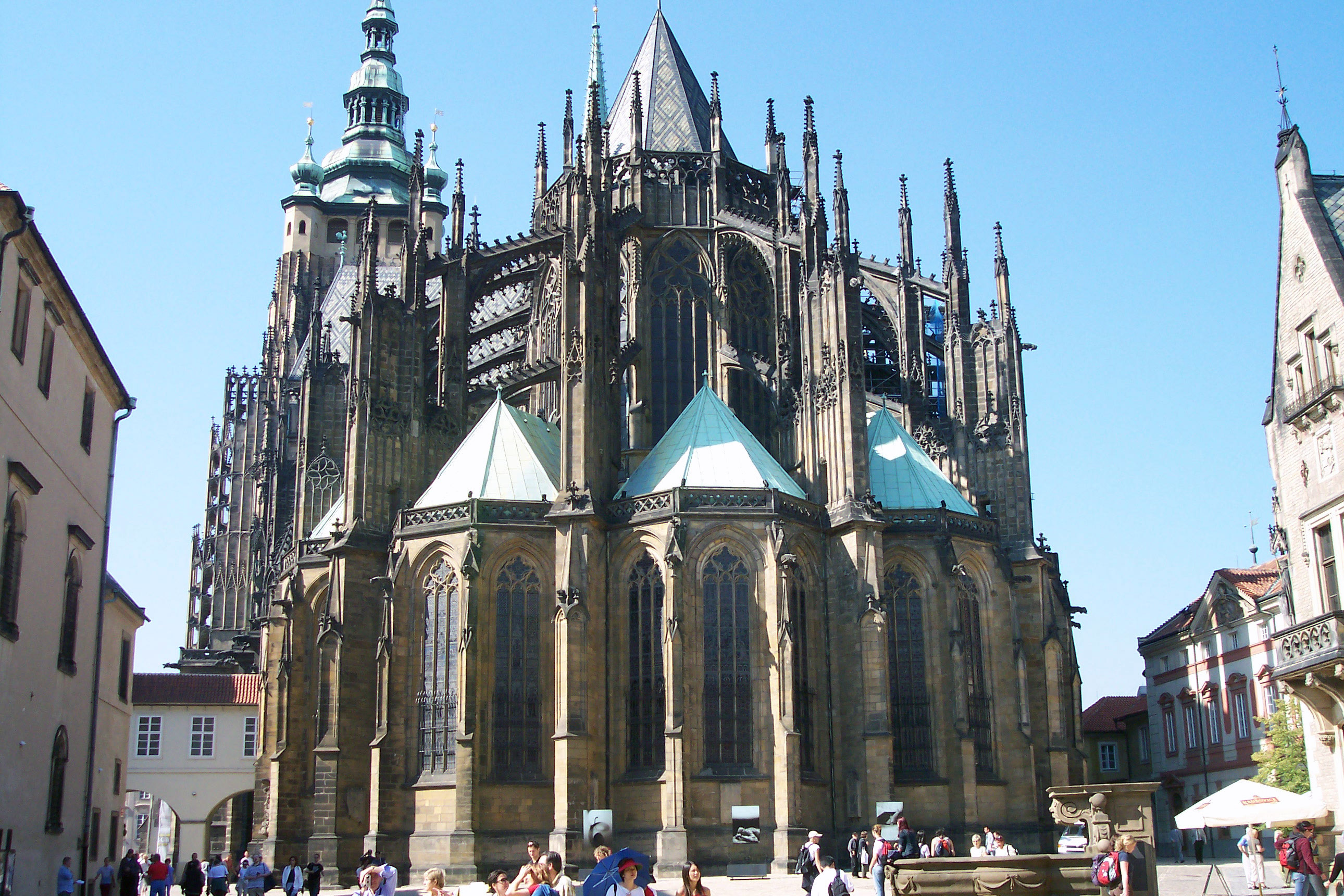
Chrám sv. Víta, gotika
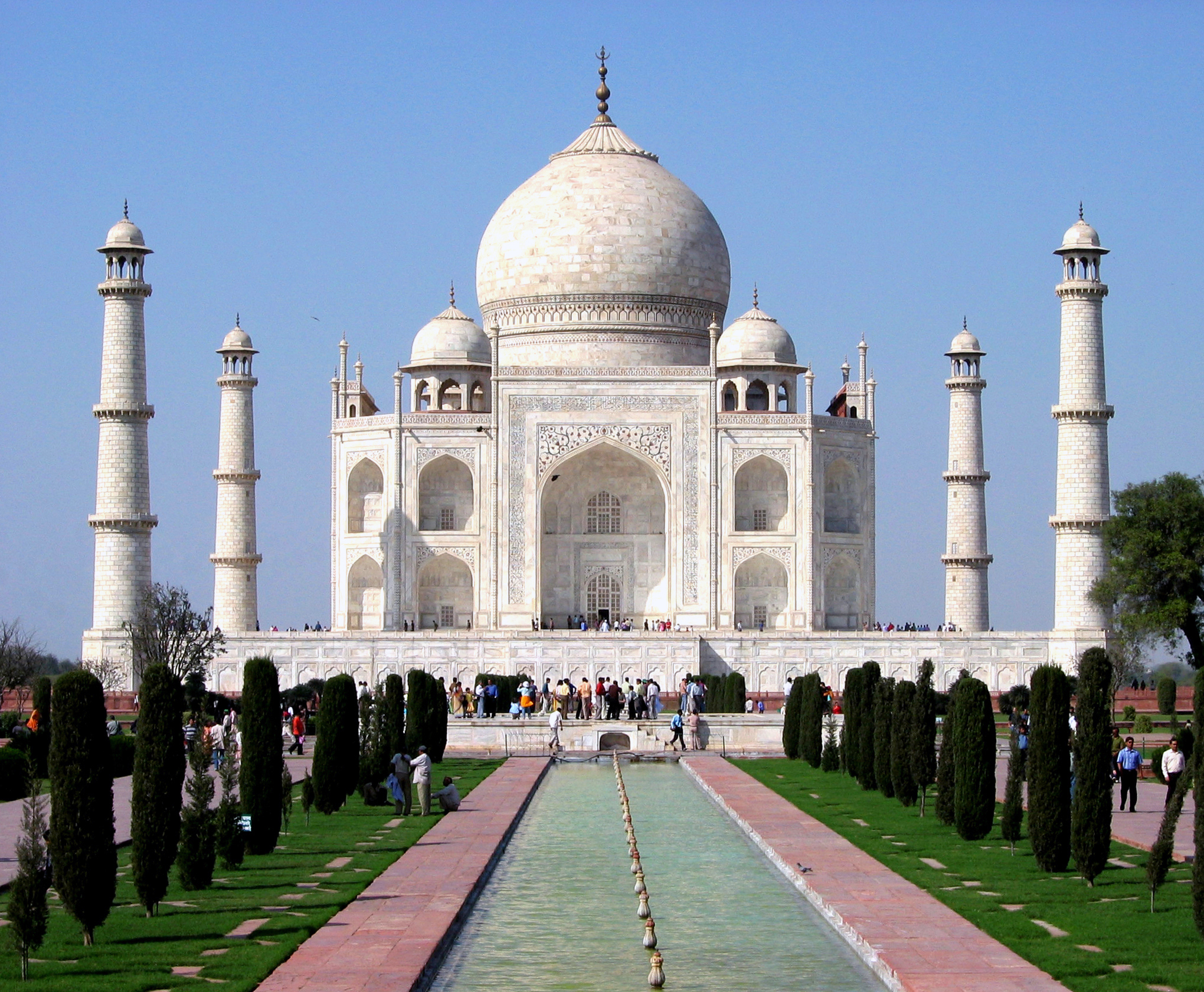
Hrobka Tádž Mahal, Agra, Indie

### Historický význam
Zdobení okolního prostředí i sebe sama je známo i z nejstarších nálezů pozůstatků člověka dnešního typu a objektů které používal. Někteří utoři předpokládají, že akt oblékání a zdobení sama sebe je jedinečné pro člověka, který se vždy odlišoval od jiných bytosti zdobením svého těla, ať už tetováním, jizvami nebo mrzačením. Tyto akty, které jsou často praktikovány i v 21. století, mají právě ten význam, který je přikládán módě filosofy a sociology i na počátku 21. století, tedy symbol příslušnosti ke skupině, především sociální a kulturní skupině a další soubor znaků a informací o osobě. Podobné chování, jako je estetická úprava okolního prostředí, zdobení, pokrývání těla ochranným materiálem, lze pozorovat mimo člověka i u jiných živočichů. Některé takové chování slouží k získání pozornosti partnera. Není známo zda mají stejný sociální význam a obsahují symboly a znaky, či zda se praktiky zdobení či úprav vzhledu u zvířat vyvíjejí během času. U pěvců je popisováno napodobování zvuků a vokálních projevů, které jsou přejímány a zdokonalovány skupinou. U jednoho druhu australských ptáků byl popsán akt námluv, který podléhá „módním“ změnám a je různý i u jedinců. Podle dostupných informací nelze dovozovat že jde o stejný projev neverbální komunikace se stejným účelem jako je tomu u člověka.
Simmel mimo sociální funkce přikládá módě a zkrášlování význam historicky spjatý s podřízeným a nejistým postavením ženy, s tím, že slabému pohlaví umožňuje přežít ve skupině napodobení. Móda a zkrášlování mělo podle Simmela dosáhnout zvýšení pozitivního vnímání ženy v mužových očích. Módu také označuje jako ventil sebereflexe a seberealizace. Uvádí, že když ve středověké společnosti nenašly německé ženy uplatnění dochází k nejpřepjatějším projevům módy v historii, které v té době v Itálii, kde mají ženy možnost studovat a uplatnit se ve společnosti, nelze pozorovat.

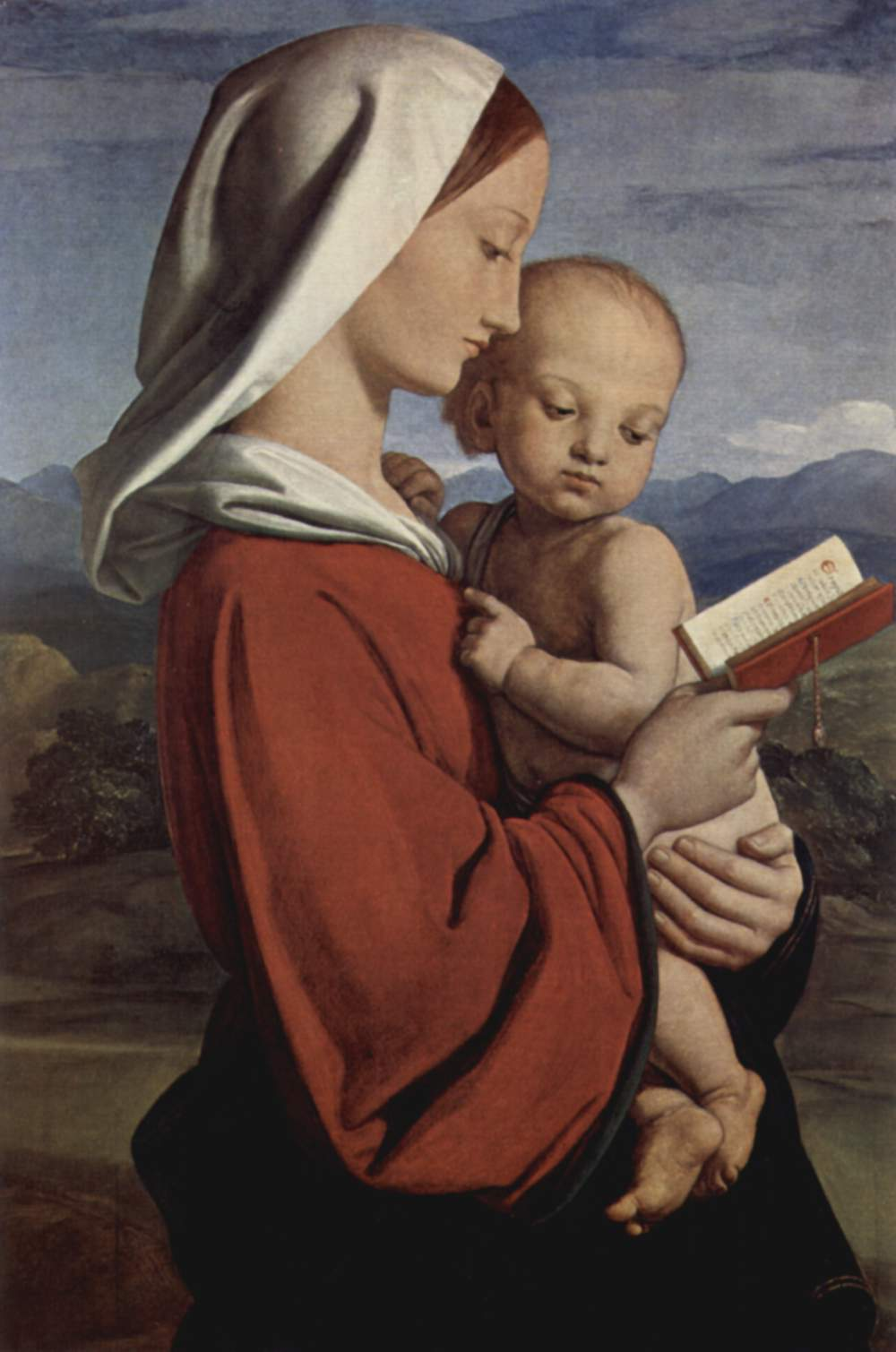
William Dyce, realismus
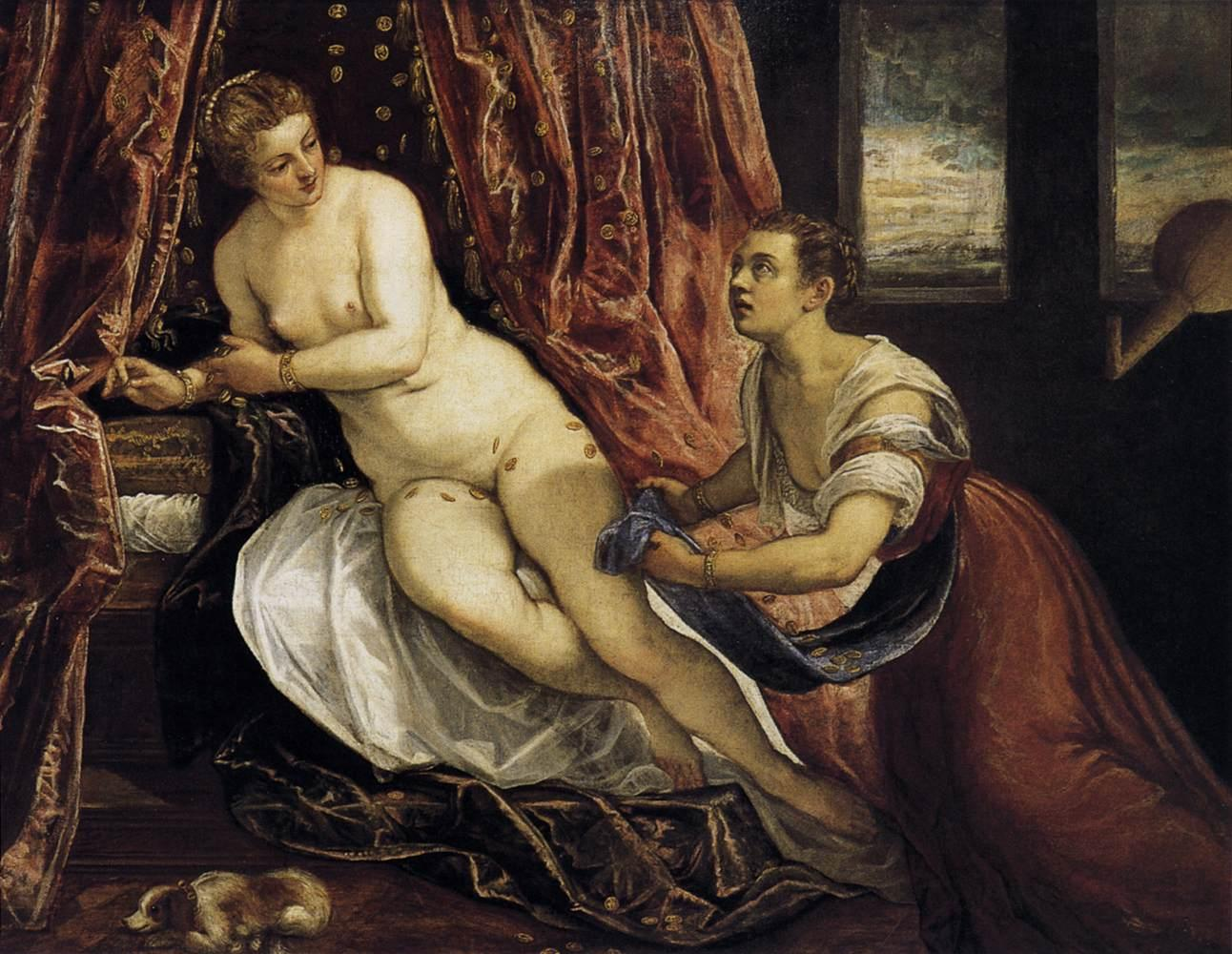
Jacopo Tintoretto, manýrismus
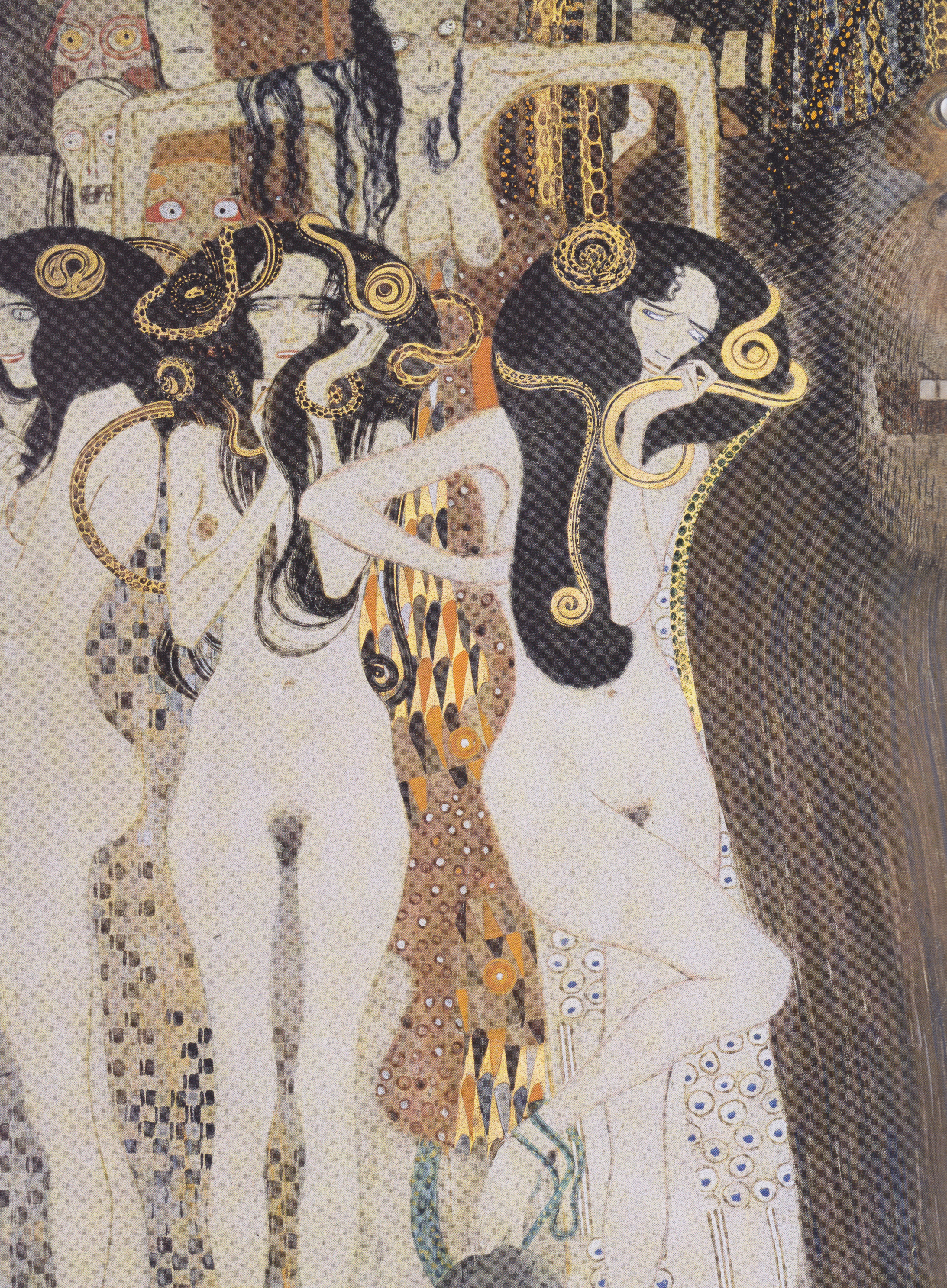
Gustav Klimt, secese
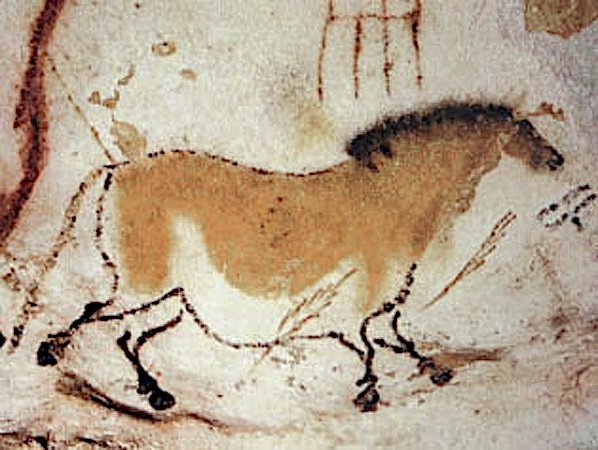
Nástěnné malby z jeskyně v Lascaux
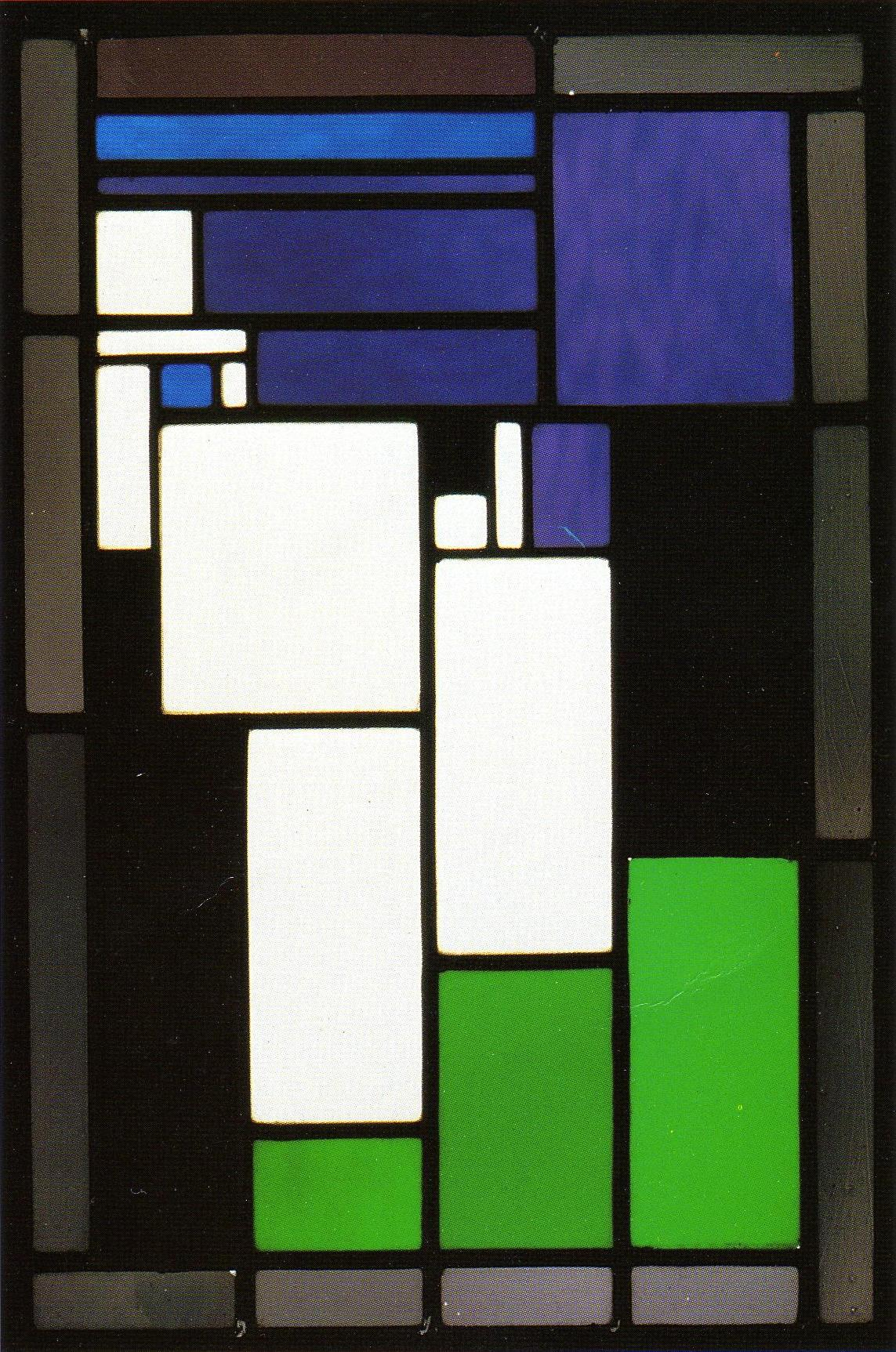
neoplasticismus, Piet Mondrian
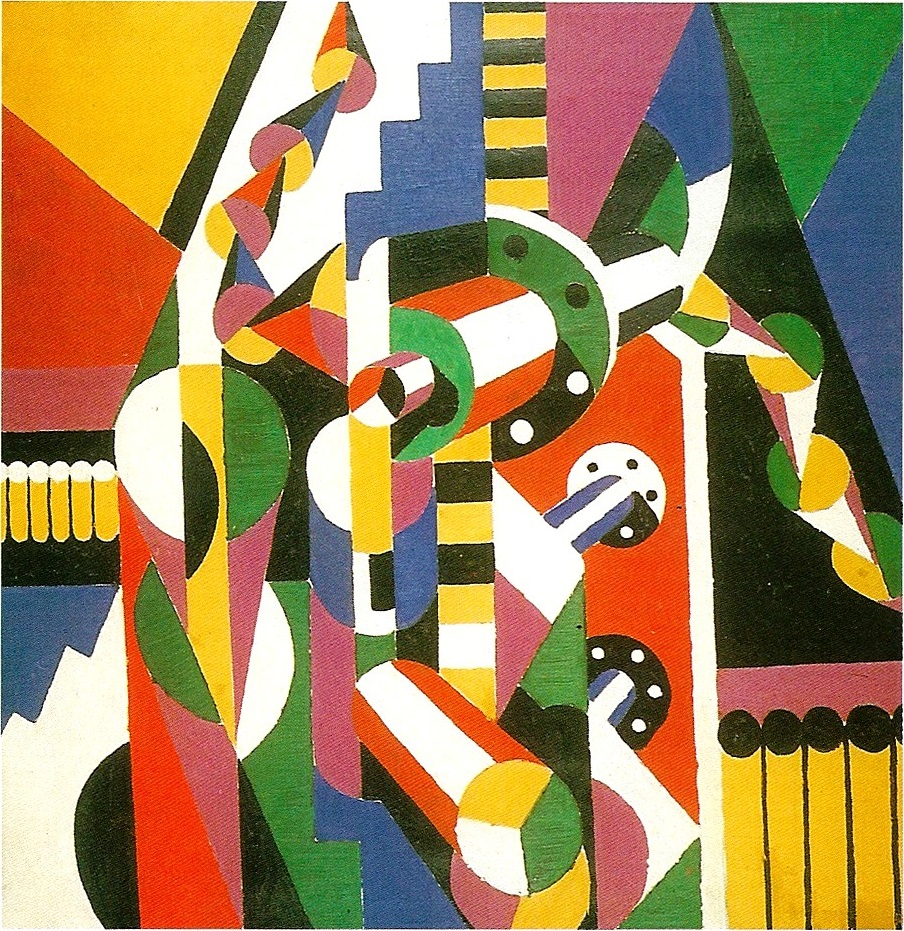
Thorvald Hellesen, kubismus

### Proměnlivost módy
Související informace naleznete v článku: Historie pánské módy
Móda v životním stylu, vizáži jedince, estetickém hodnocení vzhledu předmětů denní potřeby nebo i vzhledu budov, podléhá přetváření vlivem stálých změn vkusu, avšak móda samotná, podle G. Simmela, tedy výběr nové správné mody, může být určován pouze vyššími vrstvami společnosti, privilegovanou třídou. V době kdy módu vyšších stavů napodobují i nižší kasty, které používáním znaků vyšší třídy překračuji hranice, jimiž se odlišují od stavů vyšších. Vyšší třídy módní směr proto opouští. Členové nižší kasty se snaží napodobovat členy vyšší kasty neustále. Snaží se pronikat takto společensky výše, nebo se společensky srovnávat, proto se móda neustále mění, vysvětluje G. Simmel na příkladu paní domu a služebných. Dodává, že čím intenzivnější a častější je snaha o napodobení u níže postavených osob, tím rychleji se móda mění u nadřazených osob. Privilegovaná vrstva, nadřazená skupina, vždy usiluje o zachování stávajícího stavu a zabránění změnám, pronikání osob z nižších kast společnosti do privilegovaných vrstev.
Podle G. Simmela móda může nabývat smysluplného obsahu, ale jako móda působí tehdy, když je zřejmá dobrovolnost a nezávislost dané pohnutky na jakékoliv jiné motivaci, tvrdí. Připodobňuje toto jednání ke kantovské mravnosti (Základy metafyziky mravů), podle níž skutečně mravně osoba jedná tehdy, nevede-li ji k mravnímu chování žádný podnět, zisk či povinnost.

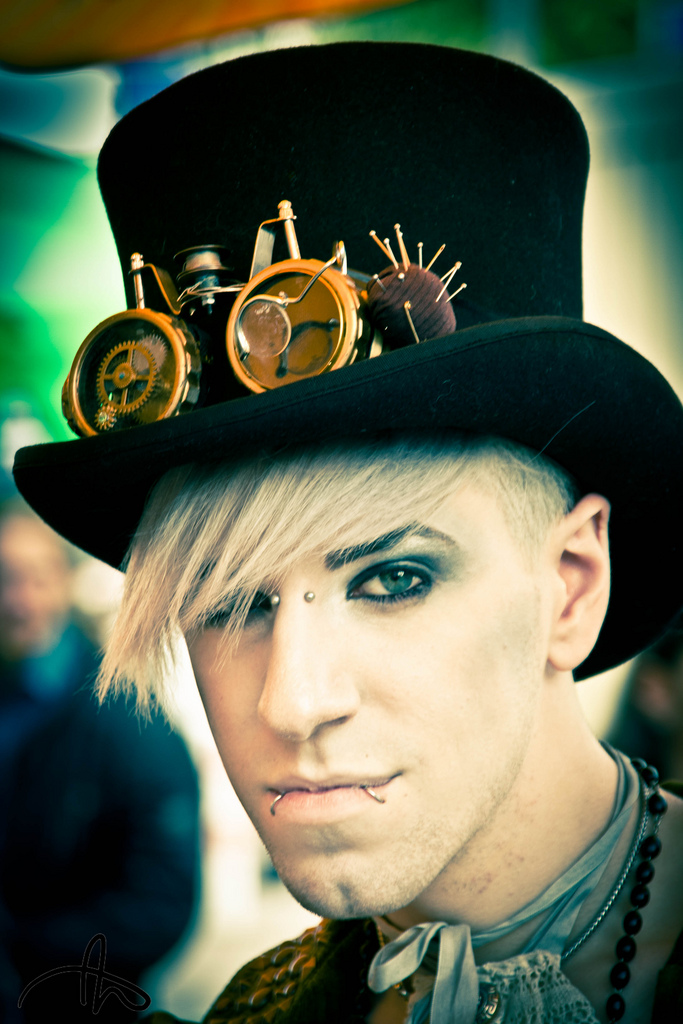
Steampunk, zjevné znaky na oděvu
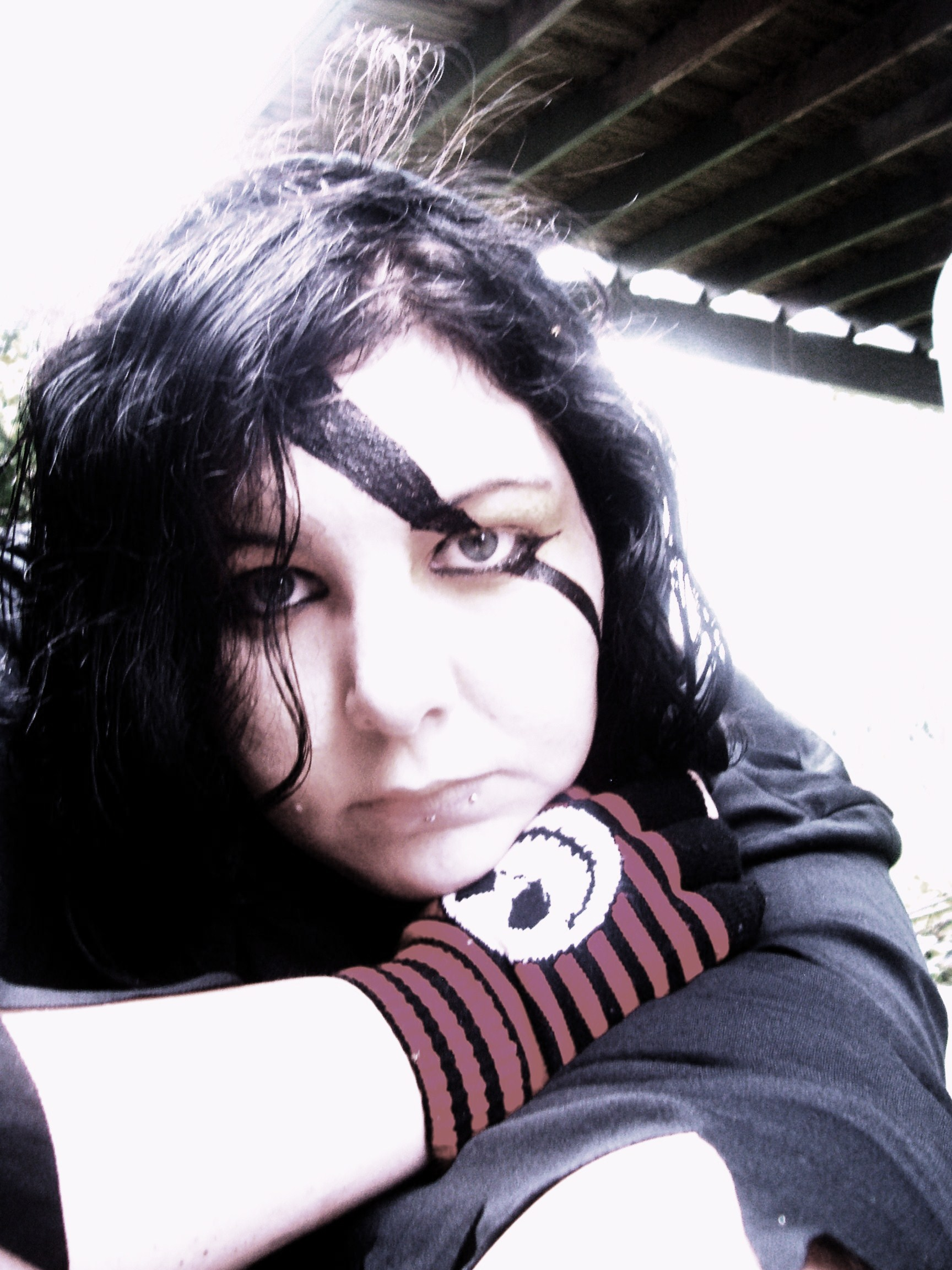
Emo
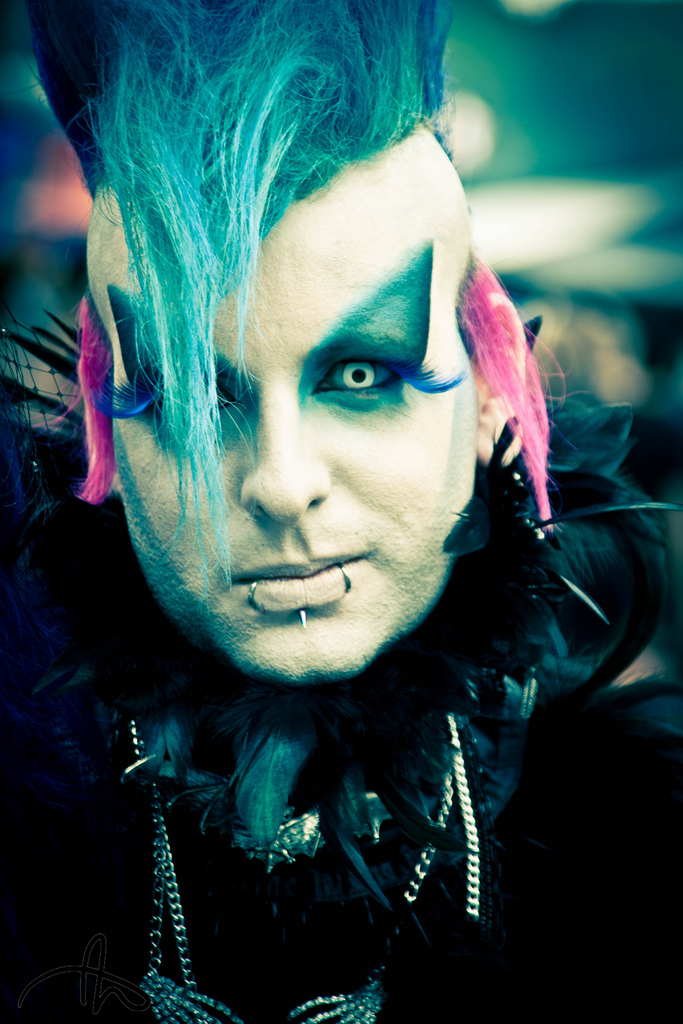
Gothic, kontaktní čočky, bodyart, piercing
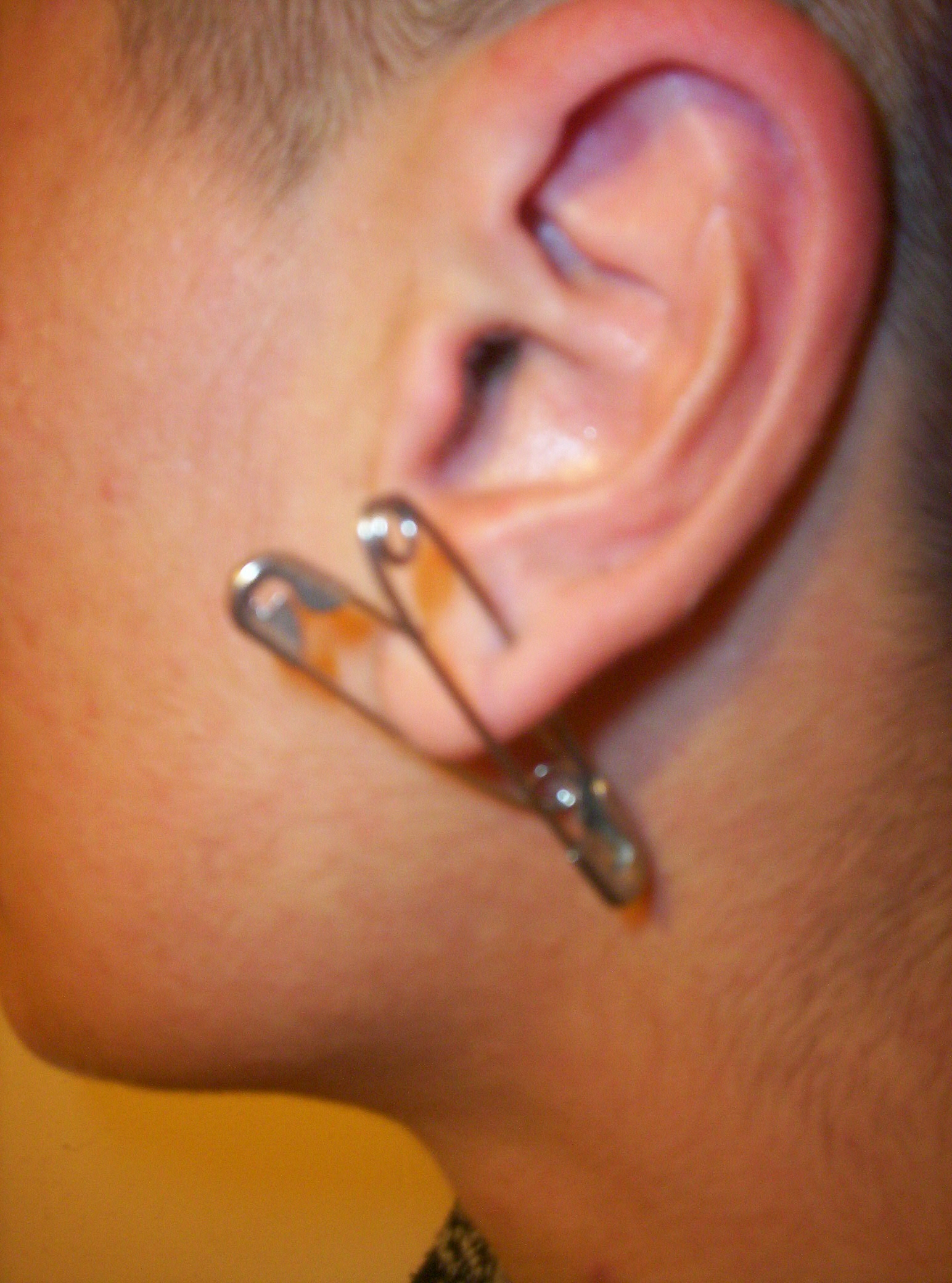
Punk
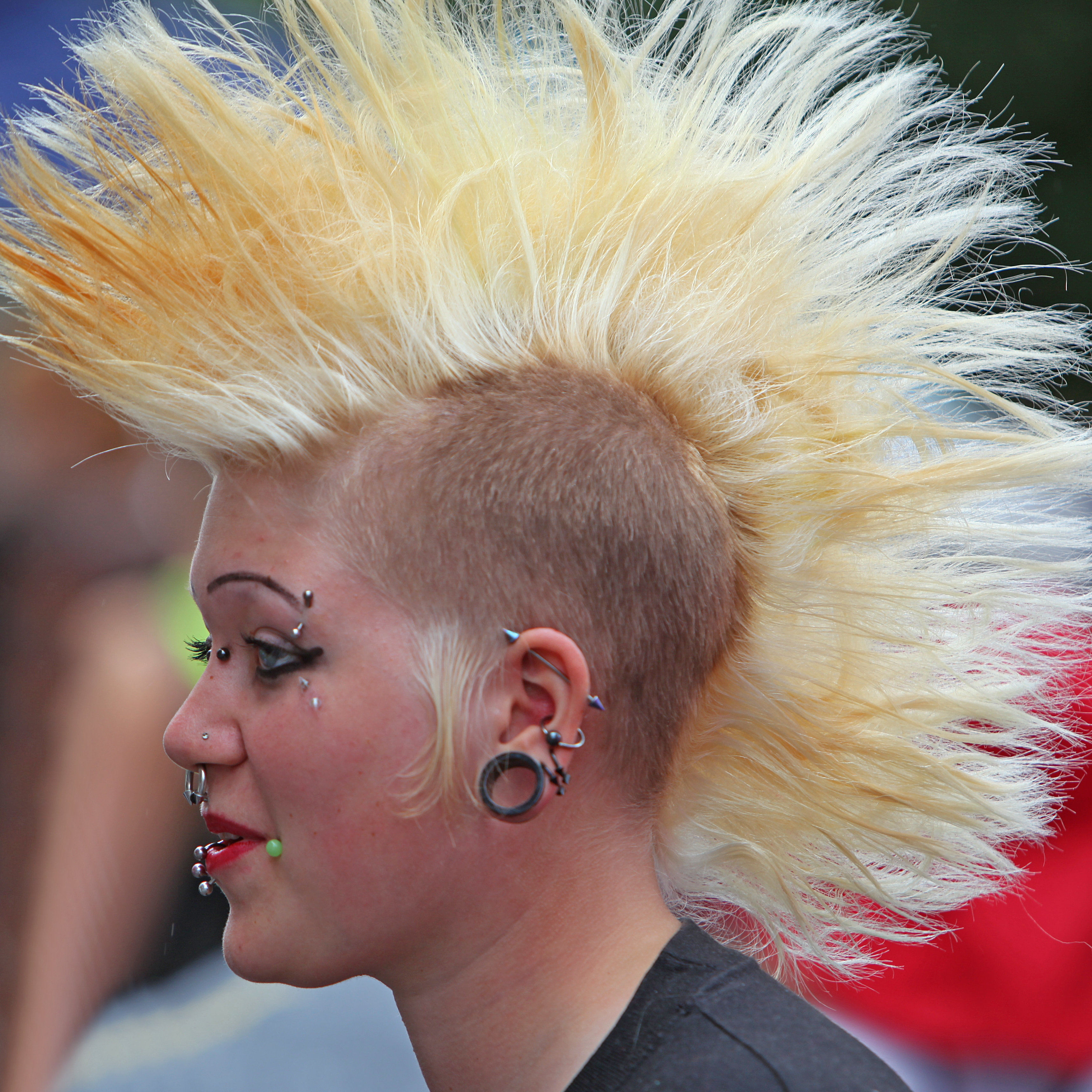
Punkerka s čírem
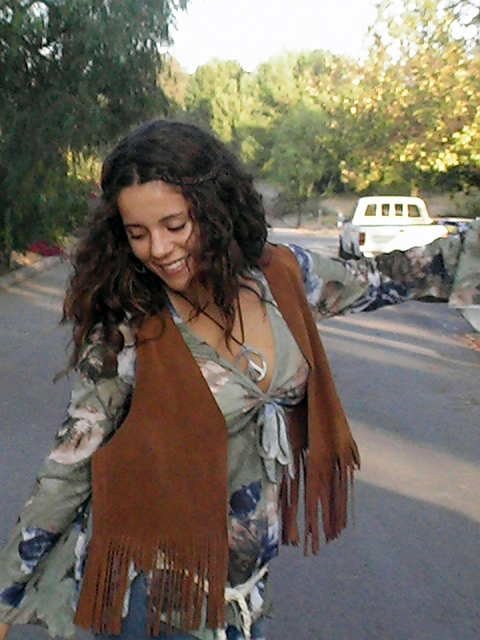
Hippies

### Móda jako sociální potřeba
Jako důkaz, že móda vzniká na základě sociálních a psychologických potřeb, Simmel předkládá, že z hlediska estetiky nebo účelnosti nelze v nesčetných případech módních prvků nebo stylů nalézt pro dané chování či úpravy důvod. Neobjevuje ani stopu účelnosti v rozhodování, jímž je tvořena móda. Popisuje, že se někdy stávají módními i ošklivé a odpudivé věci. Rychlost střídání módních stylů připisuje Simmel neurastenii doby, s tvrzením že je ve vyšší třídě vyšší potřeba nových vjemů, neboť „ty jsou jedním ze základů veškeré módy, a těsně souvisí s produkcí nervové energie.“
Simmel dokládá, že v končinách méně dotčených civilizací lze najít sociálně stejně postavené skupiny osob z různých lokalit, ale stejných podmínek jenž se ostře liší představou osobní krásy, podobou módy a popisuje, že je přesto oceňována móda, jedinečnost cizorodé kulturní skupiny, jako exotická. A někdy napodobována. Rovněž popisuje Křováky, kde nejsou vytvořeny sociální skupiny a kasty, jako osoby, kteří neznají módu a srovnává Křováky se sousedním kmenem Kaffi, který ale vytváří různé skupiny se sociálními rozdíly a zde je móda a módní prvky běžné a poměrně rychle se zde móda střídá. Zamýšlí se nad působením módy u benátských šlechticů, jenž museli nosit černý oděv bez dalších individuálních znaků, jako symbol příslušnosti k dané skupině obyvatel a dovozuje, že zde byla v rámci této uvedené skupiny značná rovnost a žádný módní vliv.
Simmel popisuje, že nový oděv přináší nositeli nový způsob jednání. Jako takový má nový oděv svoji vlastní formu a určuje nositeli způsob zacházení, současně propůjčuje nositeli podobnost s nositeli nových obleků, příslušnost ke skupině osob kteří nejen dělají totéž, ale rovněž usilují o totéž. Simmel o následování módního vzoru, kterému se následovníci pokouší přiblížit, píše: „…přísně módní lidé se v dané době vždy jeví jako relativně uniformní.“ Odměnou nositeli módy je nejen příslušnost ke skupině nebo davu, ale i závist osob které nejsou členy skupiny. Simmel přirovnává toto potěšení z módy k potěše z radovánek privilegované skupiny, jíž přihlížejí proléti.

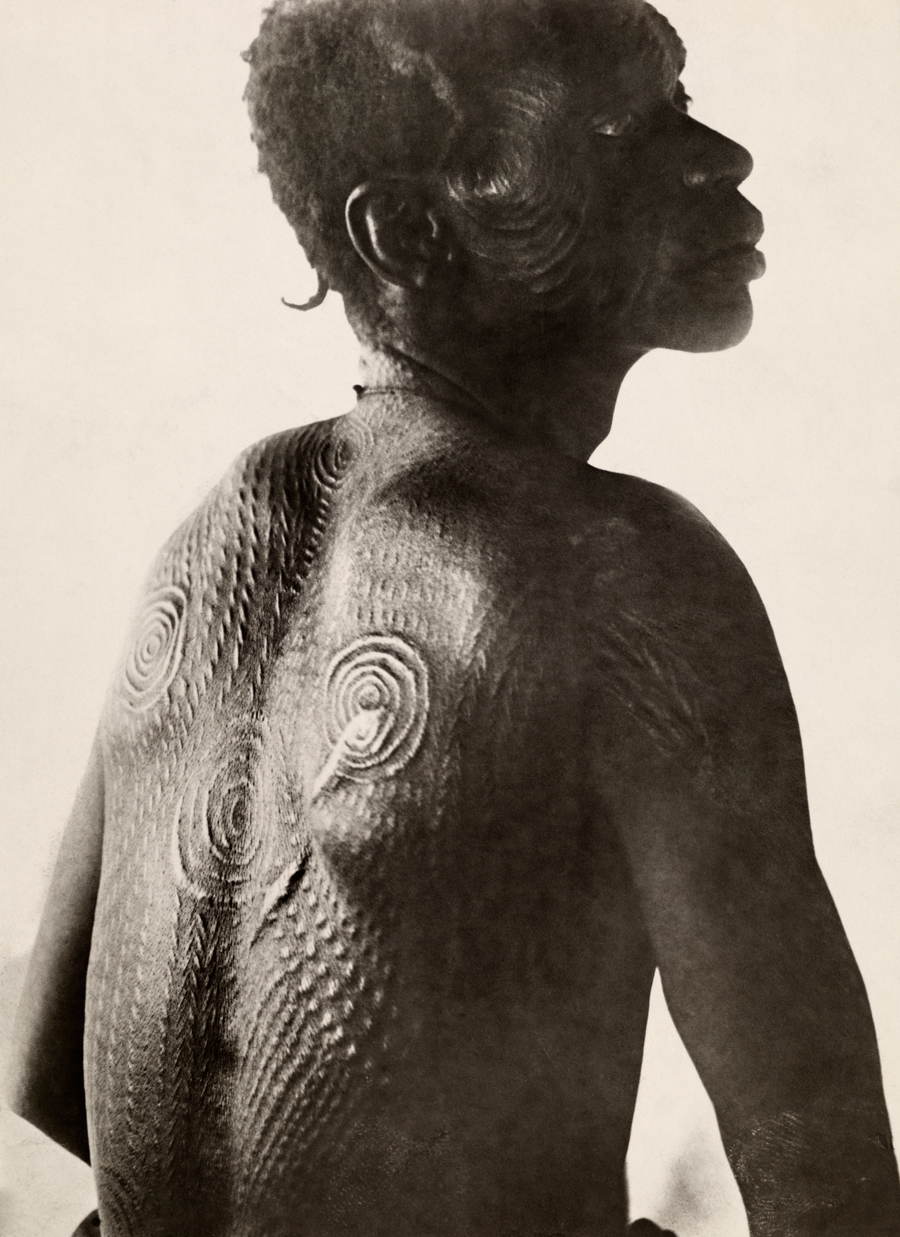
Zdobení těla jizvami (Kongo)
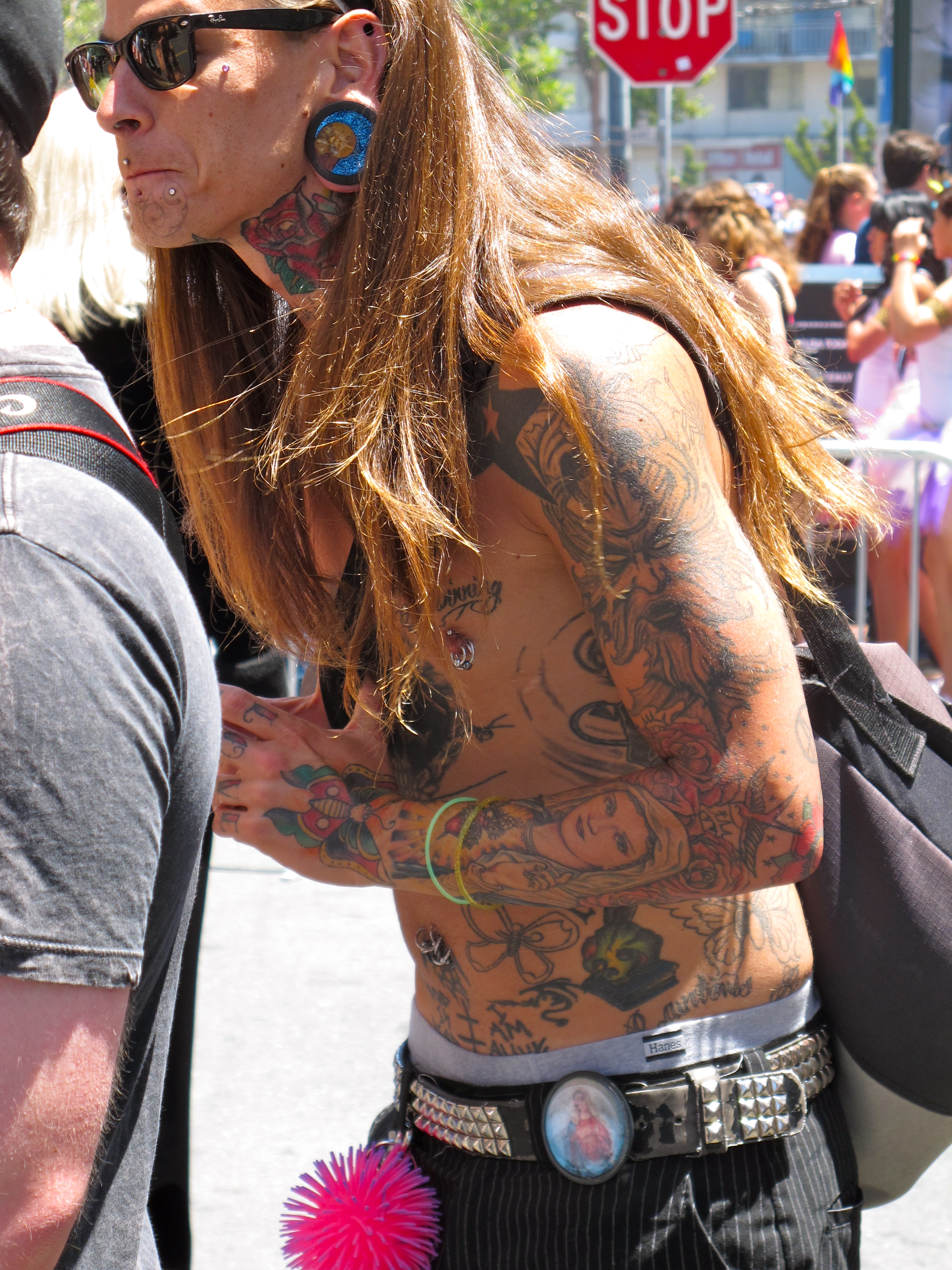
Tetování je na počátku 21. století velmi módní
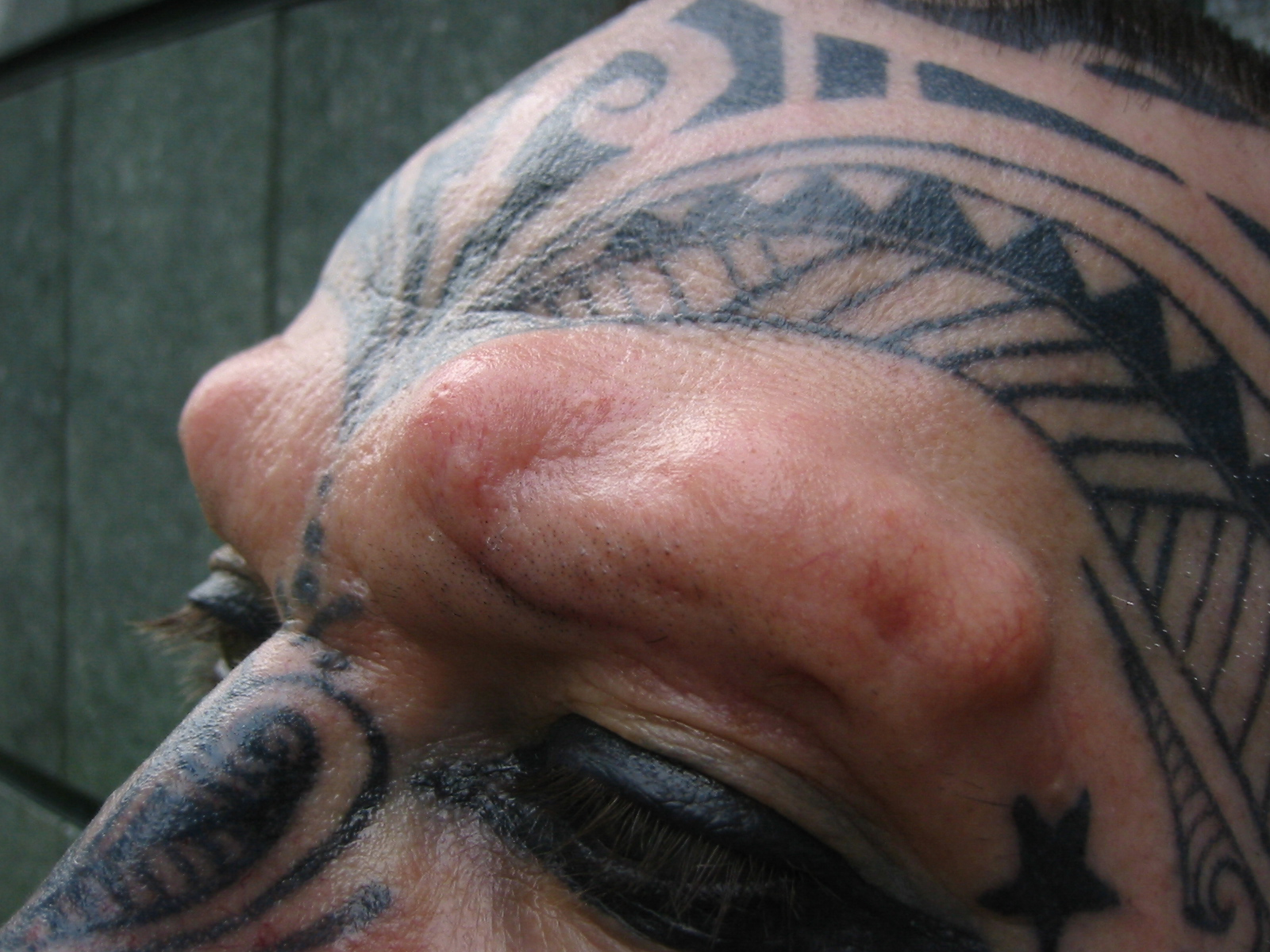
Podkožní implantáty na obličeji jsou poměrně novou módou

### Móda vnímaná jako způsob komunikace
Sémiotický rozbor filosofa Rolanda Barthese nevidí módu jako prchavé, bezduché emocionální vzplanutí povrchní mysli. Módní objekty definuje jako znaky s interpretační funkcí. Sdělení je ovlivněno dalšími příznaky a použitím oděvu. Rozlišovací znaky používané v módě popisuje Barthes jako variabilní kódy vytvářející proměnlivou část systému. Móda vytváří složitý celek, který se neřídí jednoduchými a lineárními vztahy, ale její mnohostranná architektura je závislá na sociálním, ekonomickém a kulturním prostředí. Kromě těchto vlivů je při interpretaci symbolů vzít třeba nejen sezónnost, ale i věk osoby, která kód používá a její pohlaví, takže zcela stejné znaky ve stejném prostředí mohou být interpretovány v rozdílné hodnoty u nějak rozdílných osob. Podle těchto názorů je například viditelným projevem změny společnosti právě změna módy nebo stylu společenského oděvu a takto samotná móda může upozornit na uvedenou probíhající změnu. Móda je zde tedy chápána jako (vědomá i nevědomá) neverbální komunikace. Roland Bathes přitom také rozlišuje jak je móda popisována (médii, kritiky, ale i předváděna modelkami) a jak je používána (osobami).
Z pohledu sémiologie jsou „módní policistky“ a umělečtí kritici badateli a módní časopisy sofistikovanou literaturou, která se zabývá množinou správných řešení otázek, které zahrnují určení přesného vzájemného uspořádání tisíců znaků a jejich atributů s ohledem na daný okamžik a společnost.
Barthes doplňuje představu, kterou o módě předkládá Simmel. Je-li podle Simmela oděv (jeho móda) určující pro přesně danou sociální vrstvu, pak Barthes ukazuje na znaky a symboly, které informace o příslušnosti, moci a síle majitele dále vypovídají. Na jednoduchém příkladu vojenské uniformy, která sama představuje symbol autoritu rozlišuje znaky ukazující postavení hierarchii velení, jako jsou hvězdy nebo pásky označující míru pravomocí vydávat rozkazy, přičemž čím více hvězd a pásků, stužek a pruhů, tím vyšší je moc nositele. U skutečné módy jsou symboly subtilnější.
Interpretace sémiotického výkladu módy předpokládá, že móda je jazyk jako jakýkoliv jiný, šifra, kód. V takovém případě existuje v takové komunikaci odesílatel, příjemce, kontext v němž je komunikace použita, jazyk v němž je komunikace vedena, kanál, tedy způsob jakým jsou zprávy předávány (osobní setkání, tisk, rozhlas, další médium). Zprávy v tomto jazyce mohou být odesílatelem odesílány úmyslně i neúmyslně (nevědomě).

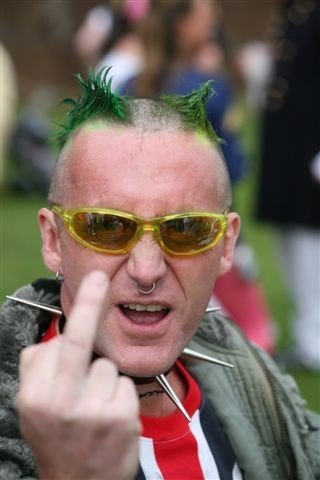
Britský cestovatel Bruce Parry ukazuje zdvižený prostředník
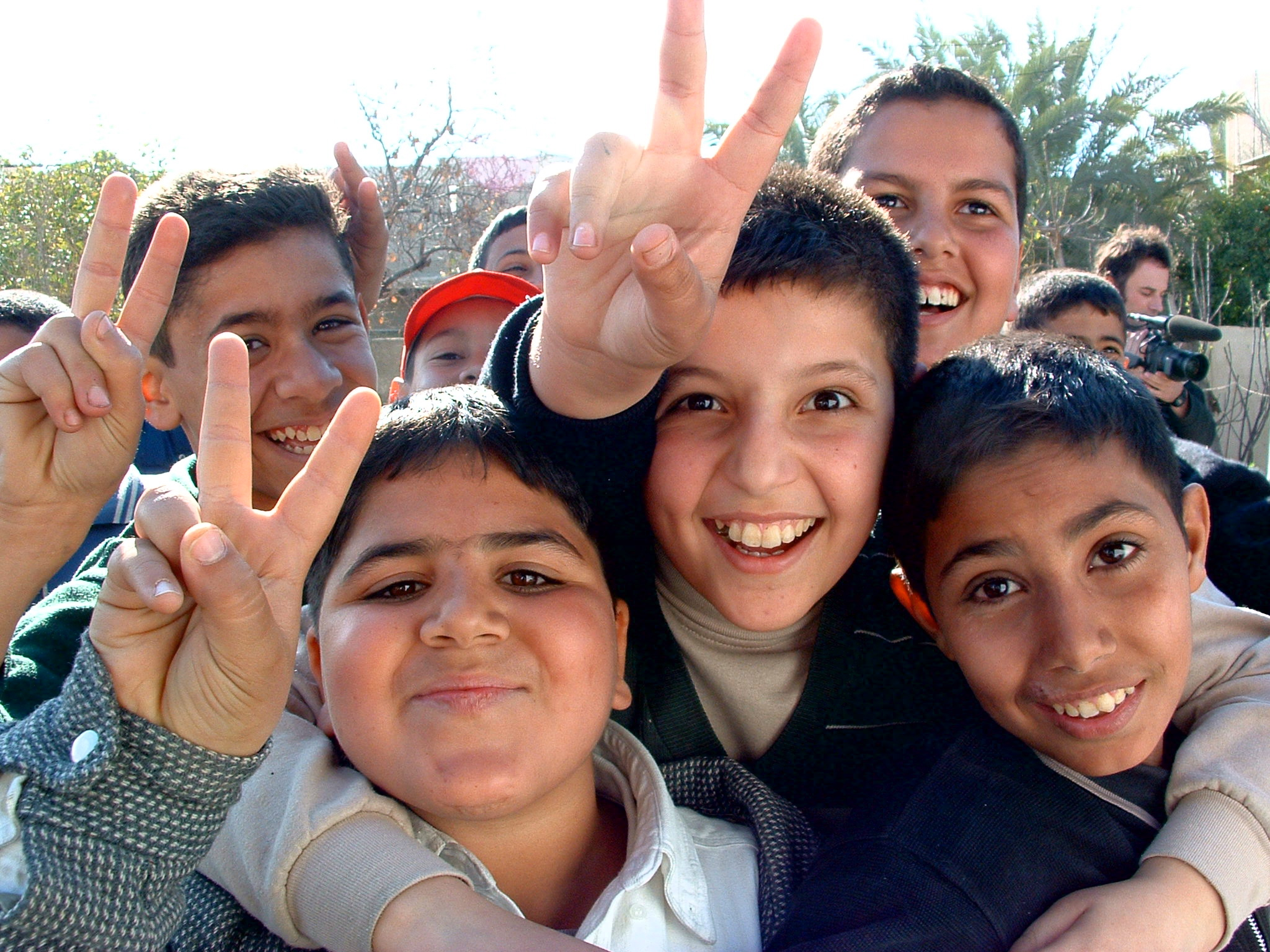
Děti v Iráku zdraví britského reportéra
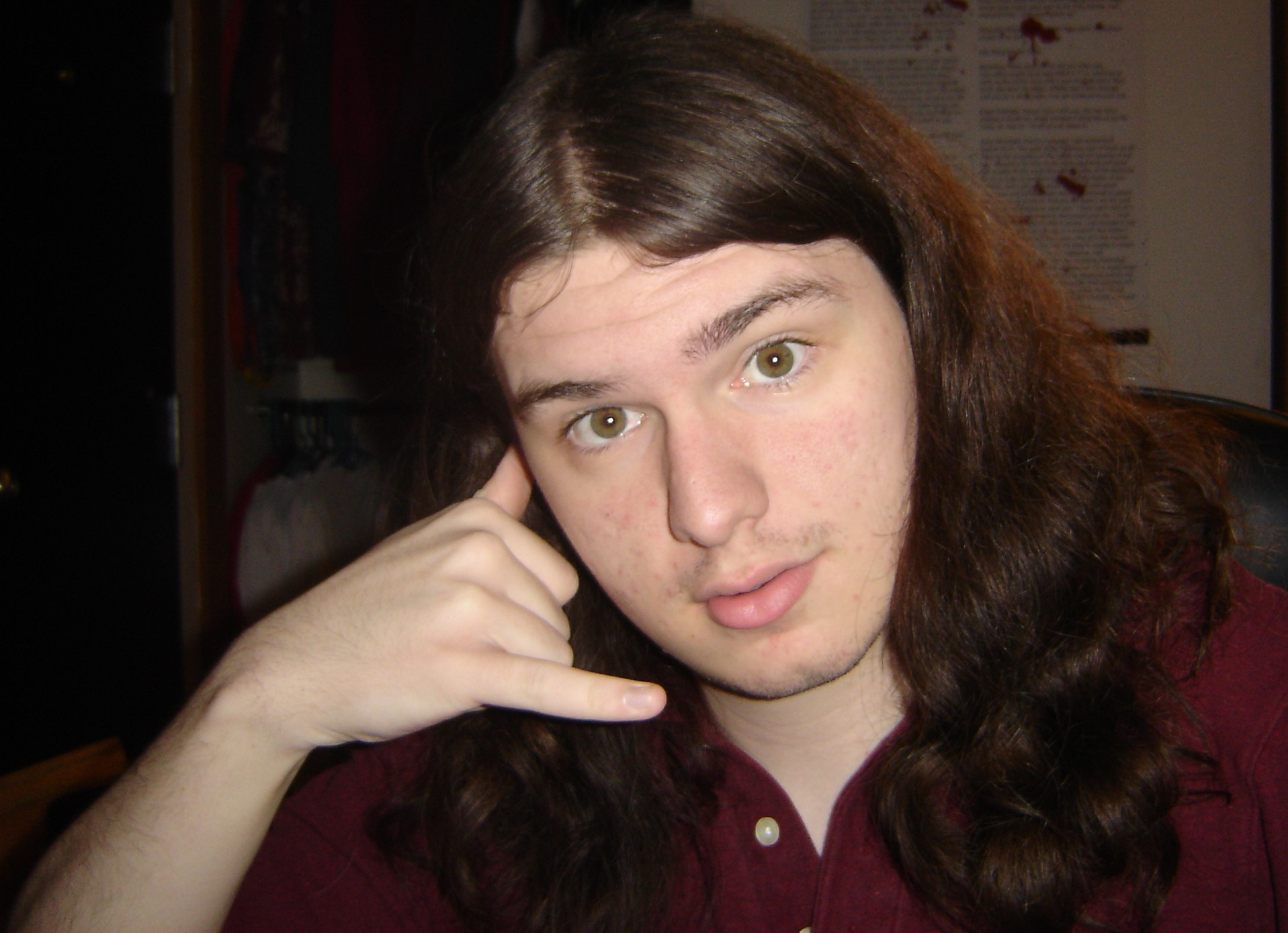
Komu myslíte, že tento muž volá nejčastěji?
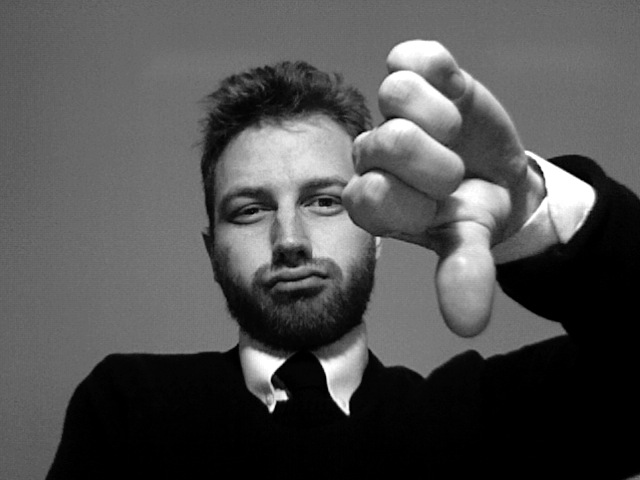
Burze se nedařilo. Čas na odreagování při krmení piraní
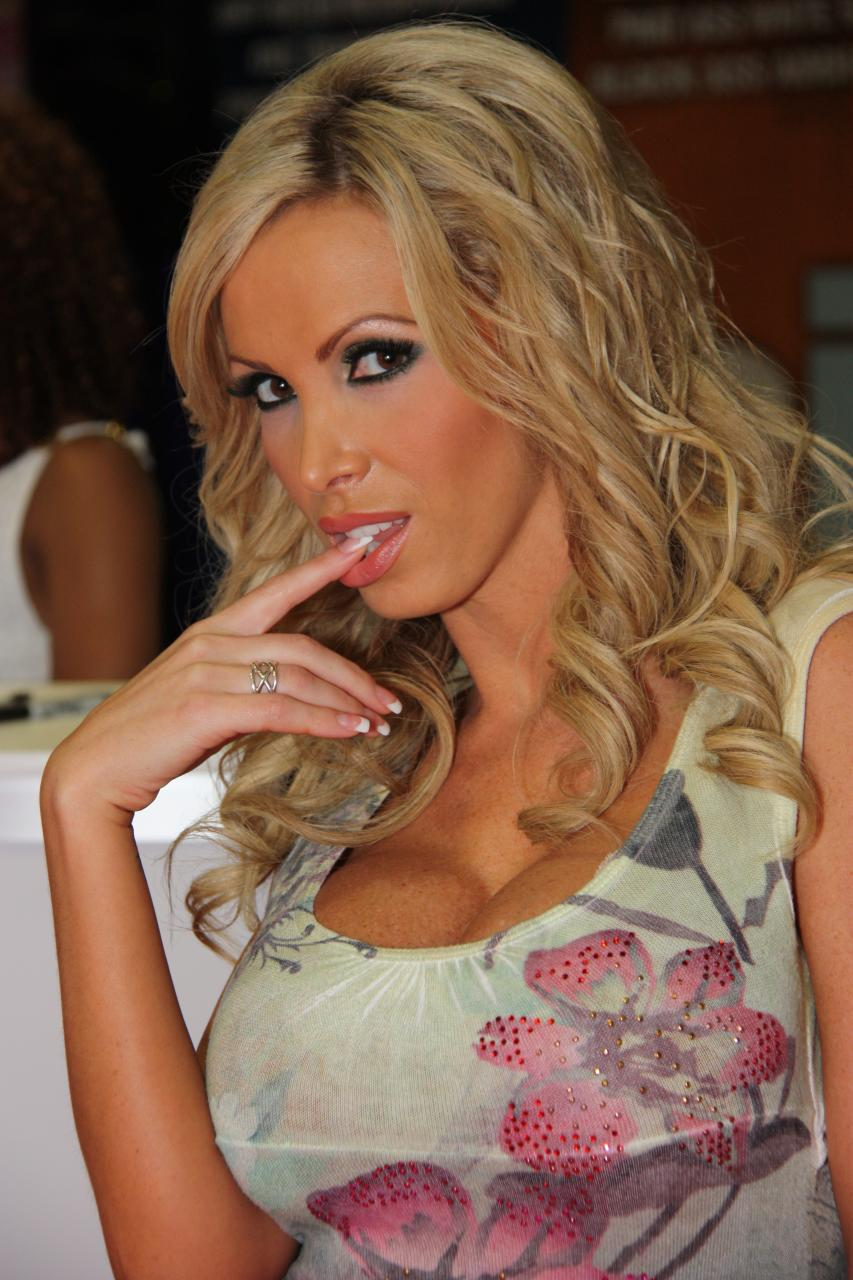
Lascivní herečka lascivně zvažuje roli lasice
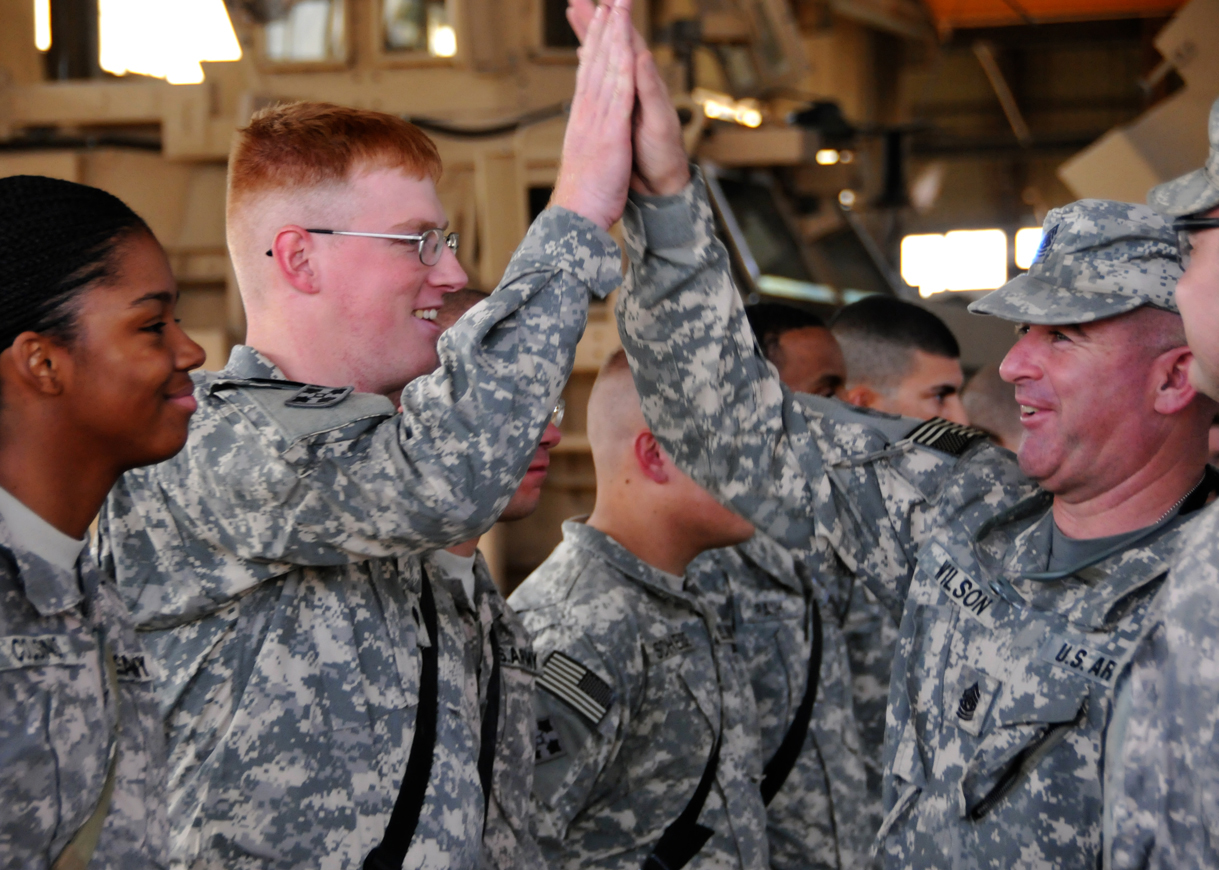
Americký pozdrav známý jako high five

### Dobrovolnost
Dobrovolnost přijímání módy Simmel vysvětluje, když se zamýšlí nad napodobením a jeho dobrovolností: „Napodobení… …Dává individuu jistotu. že tu ve svém jednání nestojí osamoceno,… Poskytuje… …zvláštní uklidnění,… …Tam, kde napodobujeme, přesunujeme ze sebe na druhého nejen požadavek produktivní energie, nýbrž i odpovědnost za dané jednání. Napodobení tak individuum osvobozuje od trýzně volby a vede k tomu, že se jeví jako pouhý výtvor skupiny…“

### Davový charakter
Na příkladu „šviháka“ („dandy“) Simmel ukazuje, že zdánlivě výstřední osoby jsou stejně spoutány módou davu, ovšem pouze v poměru k ostatním zjevně nadměrněji,někdy až k absurdnosti, používají běžné módní prvky stylu (barvy, tvary, ozdoby) a ukazují tak především možnosti, kam stávající móda směřuje. Jde o módní výstřelky obecného vkusu. Simmel je toho názoru, že stejně jako v jiných oborech, je vůdce veden davem (a jmenuje jako příklad Bismarcka), s tím, že vůdce svými postoji odráží a prosazuje většinové názory v davu. Při masových akcích je ztráta pocitu studu běžná. Zcela v souladu s obecně převládajícími tendencemi, osoby v davu se cítí ospravedlněny za své chování (podle Simmela i nevhodné nebo vyvolávají v týchž osobách nepřekonatelný odpor) právě napodobením, následováním příkladu „šviháka“, kulturtrégra, hlavy davu, vůdce.
Filosofií dandysmu se dále zabývá například Daniel Salvatore Schiffer (Philosophie du dandysme: Une esthétique de l’âme et du corps, 2008, Le dandysme, dernier éclat d’héroïsme, 2010), Émilien Carassus (Le mythe du dandy, 1971)), Françoise Coblence (Le dandysme, obligation d’incertitude (Paris: Presses Universitaires de France, 1988), George Brummell.
„Hrdina módy… …svou výjimečností, získanou čistě kvantitativní cestou a vydávanou za kvalitativní odlišnost, nepopiratelně reprezentuje …rovnovážný poměr mezi sociálním a individualizujícím pudem.“ (Georg Simmel)

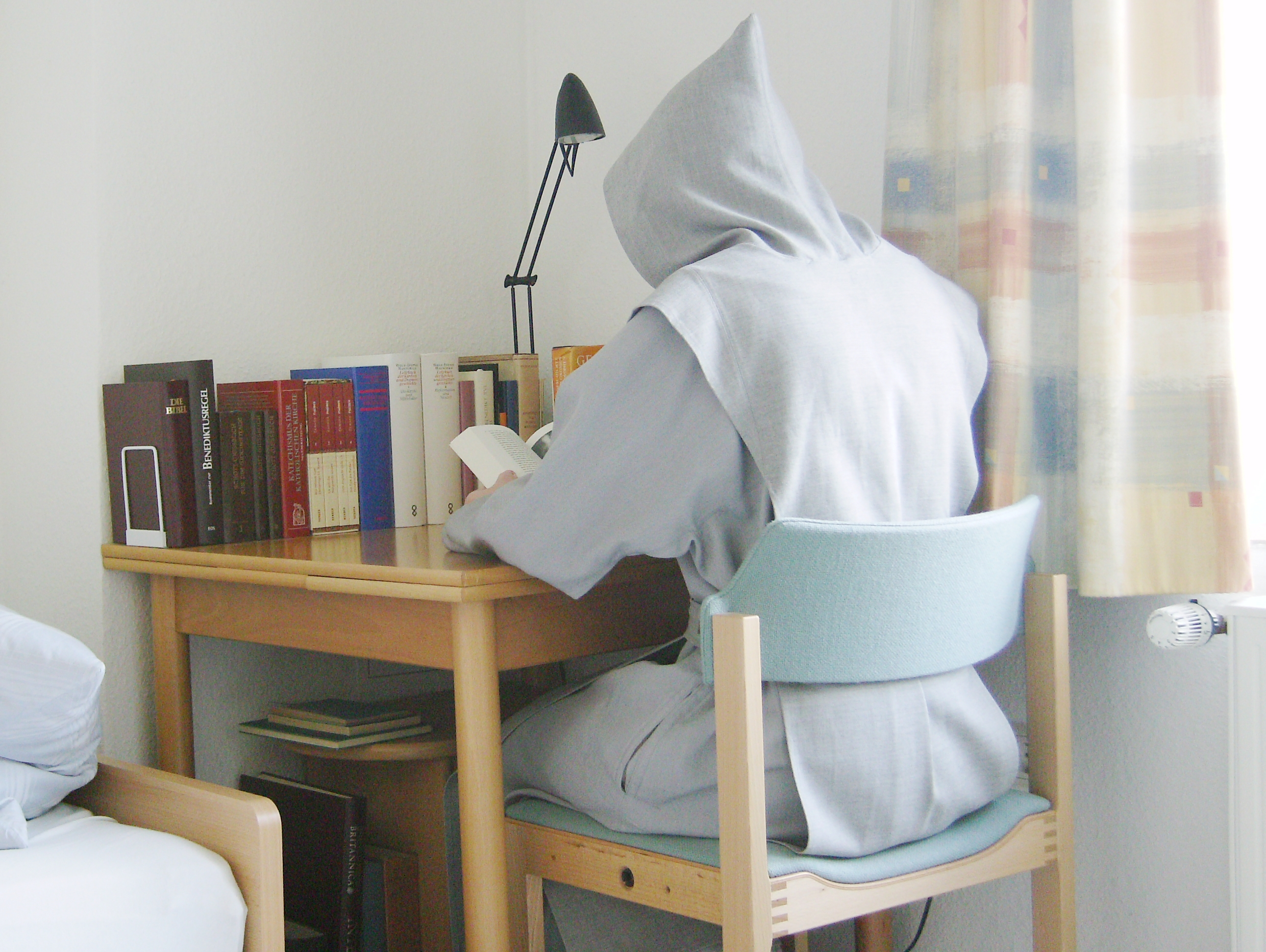
Trappistický mnich
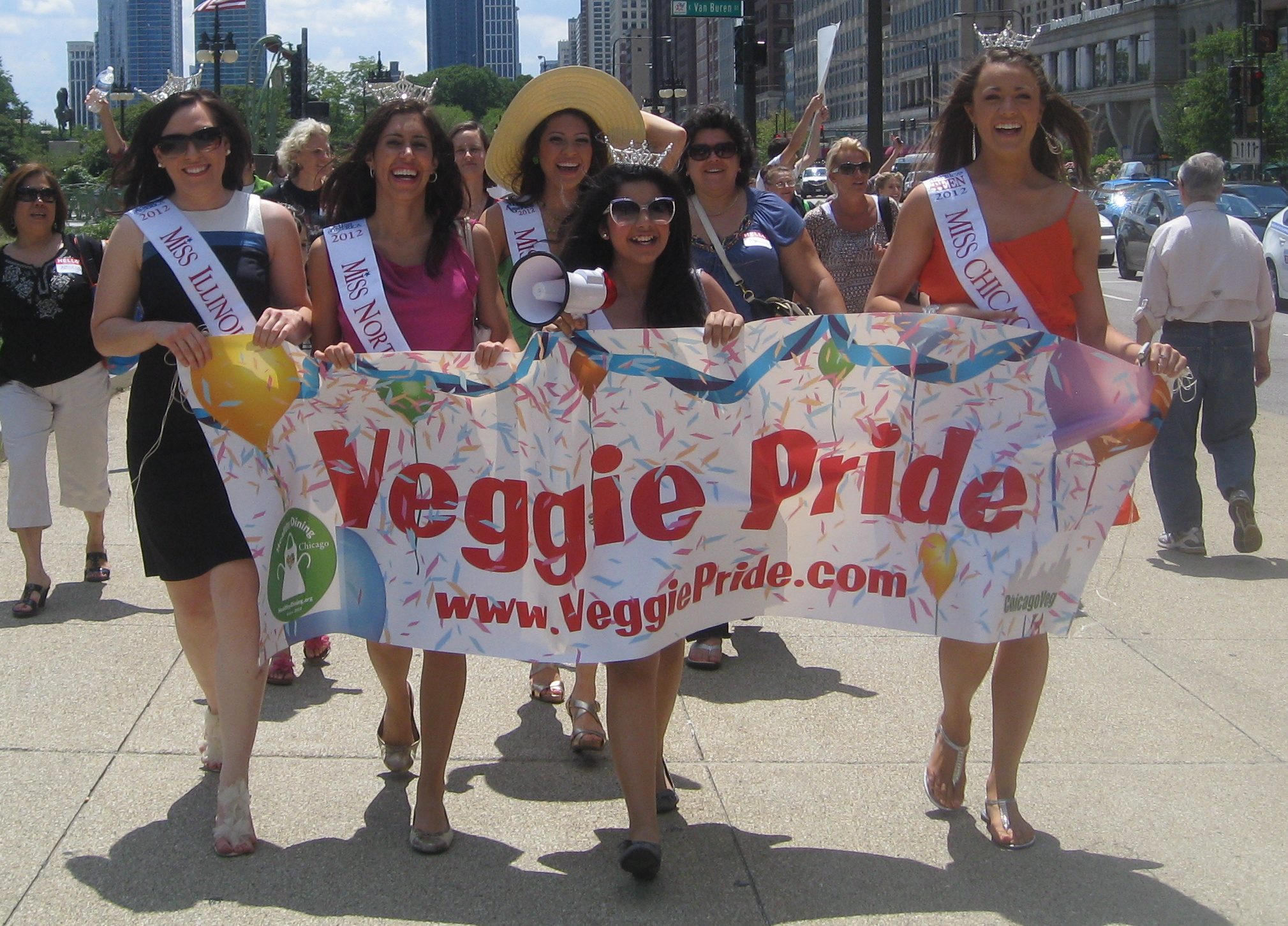
Vegani
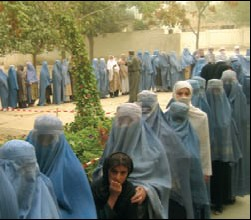
Muslimská burka
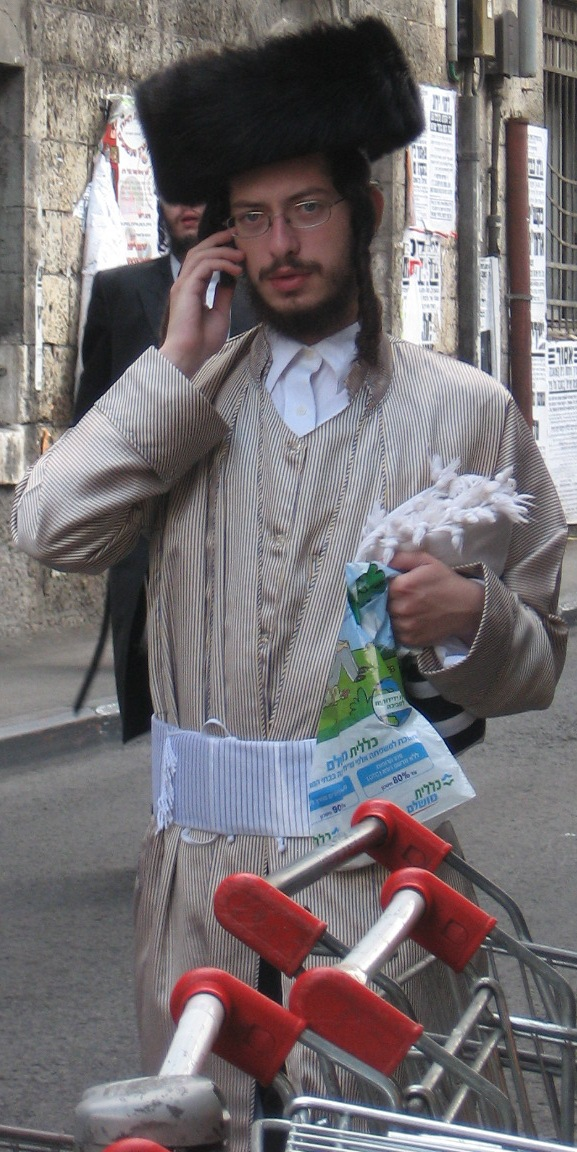
Židovský úbor
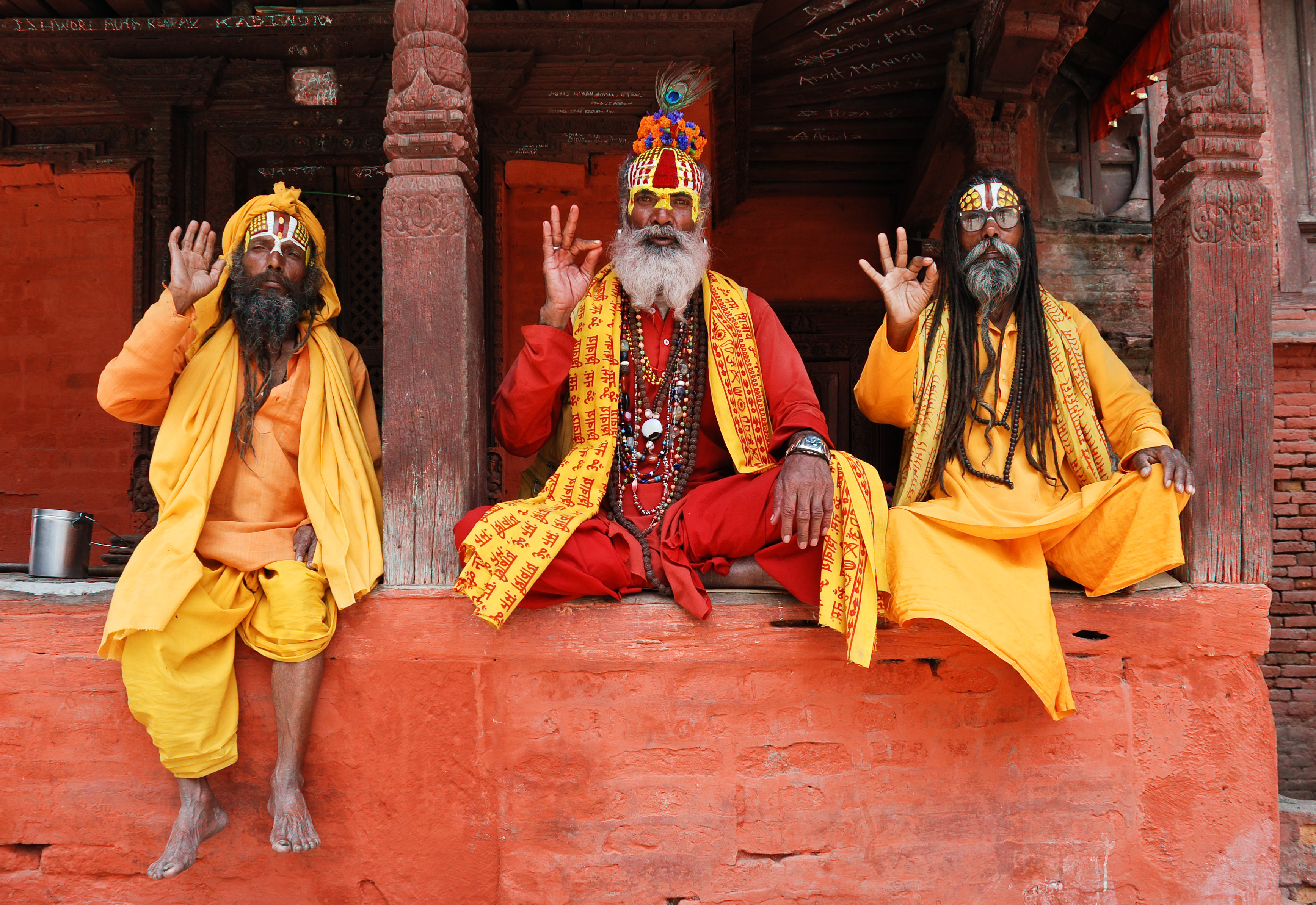
Hinduistický oděv
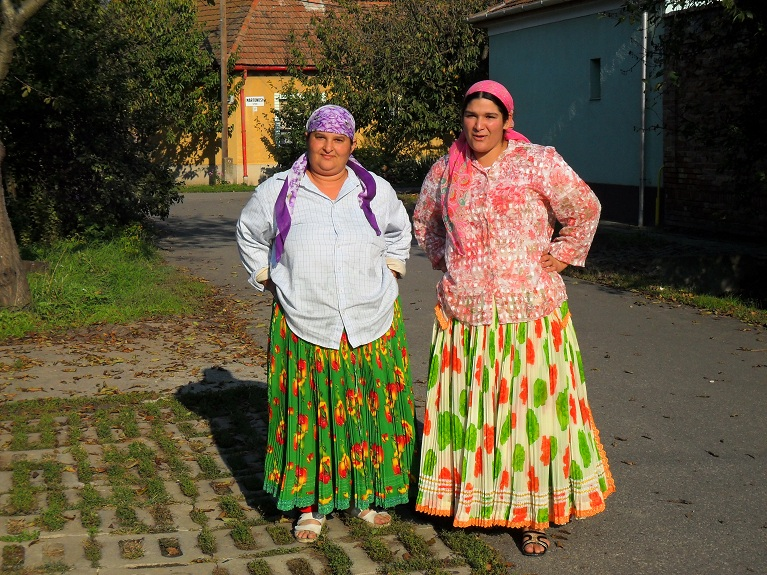
Romové

## Oblasti, které móda zasahuje
Móda je sociálně-psychologický fenomén, nějakým způsobem ovlivňující většinu lidských aktivit a úvah. Móda výrazně ovlivňuje způsoby oblékání u většiny osob.
Příklady oblastí, které móda výrazně ovlivňuje:
- Umění
- Filosofie
- Architektura a bydlení
- Prodej, výroba a distribuce (ekonomika)
- Odívání
- Stravování
- Zdravotnictví
- Lingvistika
- Cestování a rekreace
- Motorismus
- Sport
- Zábava

Móda ale rovněž zasahuje oblasti jako
- Teologie a víra
- Politika
- Věda a výzkum
- Pohřebnictví
- Průmysl, včetně těžebního a energetiky

Móda ovlivňuje i oblast matematiky a informatiky – výběrem programovacích technik,

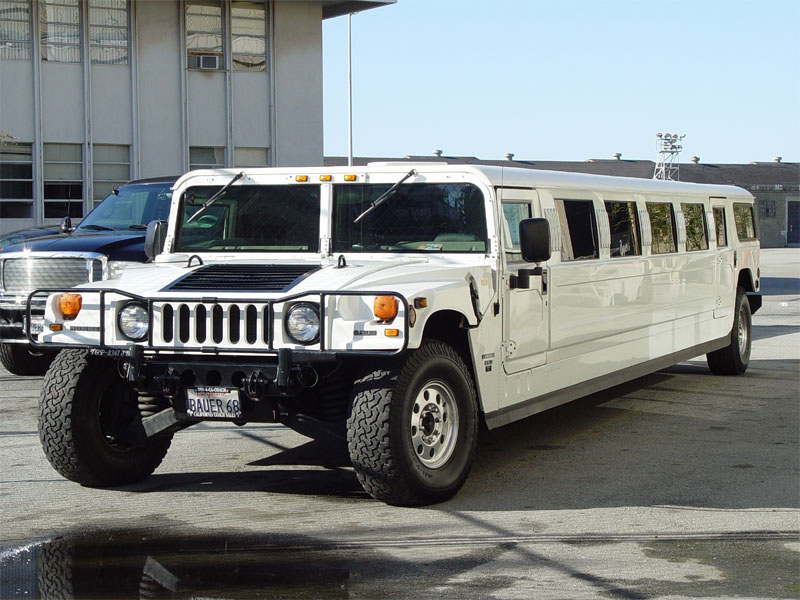
Švihácká limuzína hummer, kterou lze vidět i v českých městech

Rozdělit vliv módy lze i na oblasti
- činnosti
- objekty
- životní styl

## Některé projevy
Výraznými projevy módy jsou situace, kdy osoby konají proti běžnému předpokládanému logickému způsobu, například i proti svým zájmům, zcela absurdně. Zde lze v některých případech zřetelně vysledovat, že účelem konání je zařazení do sociální skupiny a neverbální komunikace.

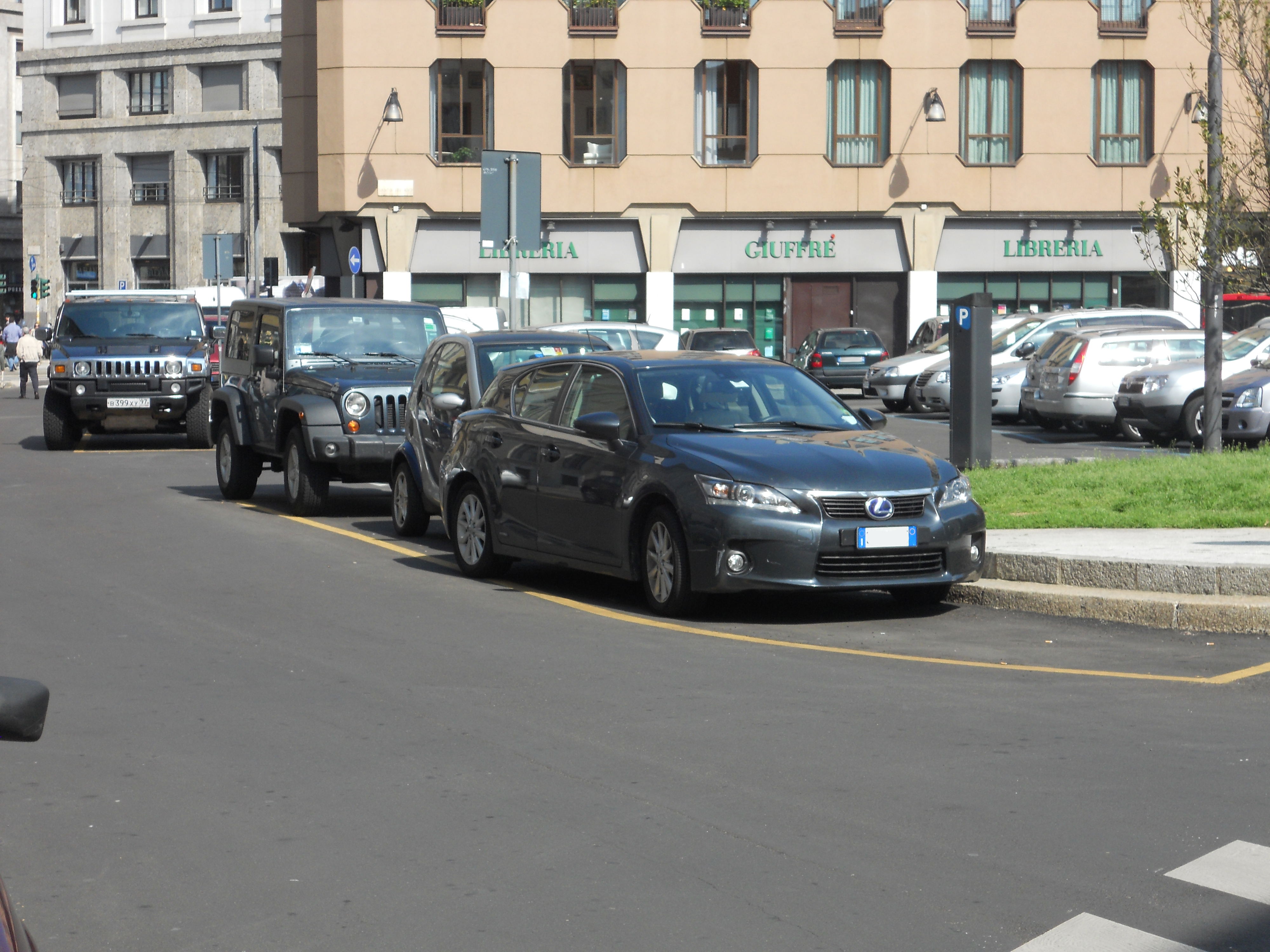
SUV v ulicích

### SUV jako městské vozidlo
Příkladem z počátku 21. století může být zvýšení prodeje vozů SUV jako automobilů do měst. Argumentem může být větší pocit bezpečí při srážce. Další tvrzení, že z vyšších aut je lepe vidět, neplatí především jsou-li na přechodu malé děti. Majitel většinou neřeší větší spotřebu auta, ale nevnímá ani jak znečistil ovzduší ve městě emisemi a sazemi. Výhodou velkých SUV se zdá být pohon na čtyři kola. Ten se většinou nemusí řešit. Tato auta jezdí v terénu, mimo silnice výjimečně. Což dosvědčí fakt, že mají většinou silniční pneumatiky. Koupě SUV je tak zdánlivě zcela bezdůvodná. „Poukazují na sociální status majitelů. Každý si hned uvědomí: tady jede někdo, kdo na to má,“ řekl dopravní psycholog Martin Kořán.

### Kyblík ledové vody na hlavu
V roce 2013 bylo módním trendem vypít láhev piva naráz a vyzvat další osoby aby tak učinily rovněž. V dalším roce na stejném principu, původně jako upozornění na chorobu ALS (Amyotrofická laterální skleróza) se polévaly osoby ledovou vodou. V kyblíku s vodou musely být kostky ledu a vzniklá videa a snímky se publikovaly na síti. Polévané osoby původně zasílaly příspěvek na boj s chorobou ALS (10 dolarů). Aktivita vznikla a rychle šířila v létě 2014 v USA. Mezi prvními osobami, které se tímto trendem zviditelnily patří George W. Bush, Bill Gates, Justin Bieber, prezidentský kandidát v rámci kampaně Chris Christie, a hudební interpretka Lady Gaga. V ČR byly mezi prvními takovými osobami Darina Rolincová, Michal David, Ivana Gottová, Lucie Vondráčková. Uvedené mediálně známé osoby po provedení módního úkonu vyzývaly jiné mediálně známé osoby aby je následovaly, napodobily je. Na konci srpna 2014 se móda rychle šířila mezi širší sociální skupiny a kyblíkem s vodou se polévala např. i sportovní družstva.
Uvedené chování mělo všechny znaky módy, jednání bylo vedeno snahou osob o zařazení do určité skupiny.

## Módní diktát
Spotřebiteli a médii užívané sousloví „módní diktát“ je termín, kterým je obvykle ve společnosti, tisku a mezi spotřebiteli označována zřejmá nebo jindy neprůkazná tendence vyžadovat určitý vzorec chování spotřebitele a manipulovat společenské preference. Podle dostupných informací je smyslem módního diktátu motivace členů společnosti ke splnění určitých společenských norem šířených médii (vzhled, postavení, chování). Je spotřebiteli vnímán jako sociální vliv a je zohledňován i ekonomickými analýzami.
Slovní obrat „módní diktát“ se používá často v souvislosti s komerčním modelingem a prodejem oděvů a způsobem sebereprezentace.

## Jak Češi nakupují módu online
Podle výzkumného projektu Fashion Research pořádaném módním vyhledávačem GLAMI ve spolupráci s agenturou Response a za využití dat z Českého národního panelu výzkumné agentury NMS Market Research a dotazníkového průzkumu mezi 176 českými e-shopy s módou, se podíl Čechů, kteří nakupují módu online, zvyšuje. V roce 2019 uvedlo až 62 % dotazovaných, že módu na internetu nakupují častěji než kdy předtím. V e-shopech nakupuje přes polovinu dotazovaných (51 %). Více než polovina (54 %) nakupuje módu častěji než 1× za měsíc.
V e-shopech hledají lidé jak inspiraci (45 %), tak je využívají pro nalezení konkrétních produktů (55 %). Polovina (přesně 50 %) pak získává inspiraci z fotografií a 26 % z článků o módních trendech. Velké popularitě se v roce 2019 také těšili mobilní aplikace, využívá je nadpoloviční většina dotazovaných (53 %).

## Poznámka
Slovo móda se pak často objevuje v i reklamě, propagaci, v časopisecké produkci a v komerčních sférách života vůbec.